# コペンハーゲン (デンマークのテレビドラマ)
『コペンハーゲン』（原題: Borgen　デンマーク語発音: [ˈb̥ɒːˀʋən])はデンマーク製の政治ドラマ・TVシリーズである。シーズン1・2の邦題は『コペンハーゲン/首相の決断』。シーズン3の邦題のみ『コペンハーゲン』である。
デンマーク初の女性首相に予想外にも就任することとなった架空の政治家ビアギッテ・ニュボー（Birgitte Nyborg）とその周囲の人物達の政治的奮闘や心情を描くストーリーである。
現在、全世界70か国以上で放送されている大人気ドラマとなり、デンマークを代表する政治ドラマとなった。様々な国々でリメイクが予定されている。
シーズン4はデンマーク放送協会とNetflixによる共同製作で、2022年2月13日より北欧諸国で放送され、2022年6月2日にその他の国で『コペンハーゲン: 権力と栄光』("Borgen - Power & Glory")として配信が開始された。

## 放送構成
当ドラマは全4シーズンで構成されており、シーズン1からシーズン3は全10エピソードで構成され、シーズン1・2・3合計で30エピソードから成る。8エピソードからなるシーズン4は、Netflixでは別シリーズ『コペンハーゲン: 権力と栄光』("Borgen - Power & Glory")として独占配信されている。
デンマークにて2010年-2011年の秋季に放送されたのが初放送。第3シーズンは2013年元日から放送された。第4シーズンは2022年2月13日より放送された。
日本ではスーパー!ドラマTVにてシーズン1が2013年7月から、シーズン2が2015年1月から、シーズン3が2016年3月から放送された。現在でもスーパー!ドラマTVのみで、定期的にアンコール放送されている。

## タイトル
デンマーク本国のタイトル「Borgen（デンマーク語）」とは、クリスチャンスボー城のニックネームであり、その城内や周辺には、デンマーク国会（フォルケティング）、首相官邸、最高裁判所、といった三権機能が置かれており、各政府省庁も置かれている。その他にも、架空の各主要政党や各主要メディアをはじめ、様々な各主要機関や国や地域が出てくる（実在している物も多少含む）。
この「Borgen」というタイトルは、日本ではあまり馴染みがなく、意味がわかる人が少ないということから、日本放送版のタイトルは「Borgen」の所在地であり、かつデンマークの首都である「コペンハーゲン」に変更された。
シーズン1と2は、主人公のビアギッテ・ニュボーが首相になった、または首相だったため、あとに「首相の決断」が付け加えられ「コペンハーゲン/首相の決断」となっていた。しかしシーズン3ではビアギッテが首相ではなくなったために外され「コペンハーゲン」のみに改編されている。なお、デンマーク本国ではタイトル「Borgen」は一切、変更も改編もされていない。
英語圏でも日本と同様の理由で「the Castle」に変更され放送されている。しかしデンマーク本国同様改編はされていない。

## スタッフ
脚本は、脚本家のアダム・プライス（Adam Price）、イェペ・ゲアディ・グラム（Jeppe Gjervig Gram）、トビアス・リンホルム（Tobias Lindholm）によって書かれた。
監督は、ディレクターのソーレン・クラーク・ヤコブセン（Søren Kragh-Jacobsen）、ロムレ・ハメレク（Rumle Hammerich）が務め、総指揮の下、撮影された。
番組の総合プロデューサーは、カミラ・ハンメリク（Camilla Hammerich）が務め、ドラマ制作全体の運営及び管理を行った。
制作は、デンマーク放送協会（DR）によってプロデュースされた。またDRは、国際的にヒットしたドラマ『THE KILLING/キリング』の製作局でもある。

## キャスト
当ドラマの主人公であり、デンマーク前首相、及び現新民主党党首のビアギッテ・ニュボー・クリステンセン（Birgitte Nyborg Christensen）を、シセ・バベット・クヌッセン（Sidse Babett Knudsen）が演じる。
その他に、主要キャストとして、元スピンドクターで現政治評論家のカスパー・ユール（Kasper Juul）を、ピルウ・アスベック（Pilou Asbæk）が、元ニュースアンカーで現スピンドクターのカトリーネ・フェンスマーク（Katrine Fønsmark）を、ビアギッテ・ヨート・サアアンセン（Birgitte Hjort Sørensen）が、テレビ報道チーフのトーベン・フリース（Torben Friis）を、ソーレン・マリン（Søren Malling）が、ビアギッテの元夫のフィリップ・クリステンセン（Philip Christensen）を、ミケール・ビアクケーア（Mikael Birkkjaer）が、それぞれ演じる。
その他にも、準主要キャストとして、ビアギッテとフィリップの間に生まれた長女ラウラを、フレジャ・リーマンが、ラウラの弟でもある長男マグヌスを、エミル・ポールセンが、フィリップとの離婚後に出来たビアギッテの新恋人のジェレミー・ウェルシュを、アラステア・マッケンジーが、優秀なジャーナリストのハネ・ホルムを、ベネディクテ・ハンセンが、TV1キャスターのウルリック・マークを、トーマス・レビンが、ディレクターのピーア・モンクを、リズベス・ヴルフが、TV1キャスターのベク・シモンを、アンダース・ジュールが、TV1重役のアレクサンダー・ヨートを、クリスチャン・タフダップが、元労働党党首で現エクスプレスCEOのミケール・ラウゲセンを、ピーター・マイキングが、ビアギッテの親友で新民主党議員のベント・サイアウーを、ラース・クンゾンが、デンマーク元首相、及び現首相のラウス・ヘセルボーを、セーレン・スパニングが、デンマーク首相府の事務次官のニルシ・エリクを、モルテン・キルケコブが、前首相のビアギッテの秘書のサネを、アイベン・ドルナーが、それぞれ演じている。
その他にも、数十人のレギュラー俳優陣と、ゲスト俳優陣が多数出演している。

## 吹き替え
主要キャスト
| 役名                       | 俳優                             | 吹き替え声優 |
| -------------------------- | -------------------------------- | ------------ |
| ビアギッテ・ニュボー       | シセ・バベット・クヌッセン       | 唐沢潤       |
| カトリーネ・フェンスマーク | ビアギッテ・ヨート・サアアンセン | 坂井恭子     |
| カスパー・ユール           | ピルウ・アスベック               | 前田一世     |
| トーベン・フリース         | ソーレン・マリン                 | 山野井仁     |
| フィリップ・クリステンセン | ミケール・ビアクケーア           | 宮内敦士     |

準主要キャスト
平田真菜、日高里菜、小田桐一、小山武宏、清水明彦、山内ツトム、内田晴子、石住昭彦、津田英佑、小林親弘、長島真祐
鈴木雄二、居谷四郎、最所美咲、松永麻里、小村裕次郎、山賀晴代、町田政則、他が脇役の日本語吹き替えを担当する。
関連会社
日本語吹替版の制作は、東北新社が行っている。

## 登場人物

### 主人公周辺
ビアギッテ・ニュボー・クリステンセン（演・シセ・バベット・クヌッセン）
当ドラマの主人公。新民主党初代党首。新民主党創設者。穏健党前党首。デンマーク初の女性首相。デンマーク前首相兼元マスコミ担当大臣。学生時代に生徒会長を務めるほどの才女。フランス語も堪能で、フランス人のEU議会委員長とも気さくに電話会談をする。自身の信念と実力で国を率いるが、のちに総選挙で敗北し、首相を辞任し議員も辞職し、政界を引退。その後のシーズン3では、いくつかの有名外資企業の役員を務め、香港にまで手を伸ばすほどの敏腕。国際ビジネスウーマンとして活躍する。その後、眠っていた政治家としての野心が少しずつ復活していき、のちに政界に復帰。しかし穏健党に戻ることを拒まれたため、新党「新民主党」を結成した。その後7話で、自身の首相の座を奪ったヘセルボーが解散総選挙をすることを宣言し、再びへセルボーと対決する事となる。その後、総選挙期間中に「新民主党は、左派連合から脱退する」と宣言し、ラウス・ヘセルボー、ヤコブ・クルーセ、ヴュボネ・ケーア、スベン・オール・サルトム、ミケール・ラウゲセンといった、巨大すぎる右派中道連合トップ達や自身のライバル達と、孤立無援で全面対決する事となる。しかし、そんな中でも最終決戦では、思わぬ結末に遭遇する事となる。
苗字の由来と逸話
ビアギッテの苗字である「ニュボー（Nyborg）」とは、デンマークではありがちな苗字であると共に「Ny」はデンマーク語で「New（新しい）」という意味合いを持っており「Borg」は「Castle＝Government（政府）」という意味合いを持っている。当ドラマの主人公、ビアギッテの苗字である「ニュボー（Nyborg）」とは「新しい政府」という、非常に重要なキーワードとメッセージを含んでいるのである。
フィリップ・クリステンセン（演・ミケール・ビアクケーア）
ビアギッテの元夫。大学講師。実業家。陰ながら政治家でのちに首相となる妻を支えるが、様々な対立により溝が深まりのちに離婚。しかしその後も良き友人としてビアギッテを、良き父として子供を支える。世界屈指の大企業「ベア・エレクトロニクス社」の北欧支部CEOに抜擢されるほど優秀な人物。生徒からの信頼も厚かったが惜しくも大学を退職。シーズン3でも新党「新民主党」を結成したビアギッテを支える。2話で自身がかつて勤めていた倒産した銀行から備品をもらい、ビアギッテ率いる「新民主党」本部に提供するなど、積極的支援もする。10話では、ジェレミーと会い、ビアギッテの「元夫」と「現恋人」という「水面下の対立」をやめて和解した。
ラウラ・ニュボー・クリステンセン（演・フレジャ・リーマン）
ビアギッテとフィリップ夫妻の間に出来た長女でマグヌスの姉。シーズン1では両親の関係悪化や、首相の娘という重責に苛まれ病む。シーズン2ではビアギッテ達から渡された神経病治療薬「ハッピーピル」を飲むことを拒否し、病状が悪化。終盤では「リーセ・ホルム」と呼ばれる民間の精神科病院に極秘入院することに。それがのちに発覚してしまい、ラウゲセンはじめマスコミの標的にされバッシングされ、別の精神病院に移る寸前の事態にまで悪化する。しかしシーズン3では、病状が回復し退院し復帰。シーズン3でもビアギッテを支え、ビアギッテの新恋人ジェレミーにも気さくに握手する心優しい女性。9話ではエクスプレスの記者に、しつこくビアギッテのことについて聞かれるが突っぱねた。最初から最後まで母親のことを守り抜いた娘の鏡。10話では投票所でマスコミの取材を受け「私が18歳なら母に投票する」と笑顔で答えた。さらにその後、カーステンのことを「緑の党のあのつまらない人」と秘密裏に侮辱した。シーズン1、初回とシーズン3、最終回で、選挙後のクリスチャンスボー城で受けるマスコミの取材において、車のドアを開けるタイミングを「指揮される側」から「指揮する側」に変わるなど、多大な成長ぶりを見せた。
マグヌス・ニュボー・クリステンセン（演・エミル・ボールセン）
ビアギッテとフィリップ夫妻の間に出来た長男でラウラの弟。首相だった母ビアギッテに連れられ、度々首相府で世話されていた。シーズン3でもビアギッテを慕い、ビアギッテの新恋人ジェレミーとも気さくに話す。その後、ビアギッテのガンの放射線治療のことを知ると、ビアギッテの病状ばかりを心配するようになる。母親思いの非常に心優しい少年。10話では「新民主党の風船」のヘリウムガスで変声してしまい、周囲を笑わせた。
ペリー・ニュボー（演・ピーター・シュローダー）
ビアギッテの父。ラウラとマグヌスの祖父。ボーンホルム島在住。年金生活者。元高校教師。社会主義者。ビアギッテの母であり、ラウラとマグヌスの祖母でもある自身の妻とは離婚している。頻繁にビアギッテ一家宅を訪れ、孫のラウラとマグヌスに優しく接する。だが、フィリップとの仲は険悪で、事前に伝えていた日数よりも長くペリーがビアギッテ一家宅に泊まると言うと、フィリップは我慢出来ずに家を出てホテルに行ってしまうほど、非常に仲が悪い。その理由は自身の政治的思想の違いから、フィリップのことを「最悪な資本主義者」扱いしたり、フィリップのバスローブを無断で使用したり、リビングで自身が好きな曲を延々と流し続けるなど、独善的かつ横暴的な所が目立つためだと思われる。結局ビアギッテがフィリップに折れて、ペリーは予定通り、ボーンホルム島に帰る事となる。シーズン1、6話に登場する「トルギシア」の少数民族「サルケシア人」の独立活動家で詩人の「グラジーミル・バイアーノフ」のファンで、バイアーノフの出す詩に共感し、感銘を受けている。ビアギッテがバイアーノフ逮捕を命じると、鬼の形相でビアギッテに激怒する。デンマーク女王主催の舞踏会に行くビアギッテとフィリップに「しっかり夫婦のフリしてこい」と言ったり、ビアギッテに対し「約束してくれ。お前（ビアギッテ）とフィリップは別れないと」と言うが、これがのちのビアギッテ夫妻の離婚の伏線となってしまう。
ジェレミー・ウェルシュ（演・アラステア・マッケンジー）
シーズン3にのみ登場。イギリス人建築家。イギリス在住だが、世界中を飛び回り、香港の外資企業でも働き、大学講師もするやり手のビジネスマン。フィリップと離婚した後、初めて出来たビアギッテの恋人。「ビアギッテとコペンハーゲンで会うことは許されない」ことを嘆き「今後デンマーク政府が移民法をさらに厳しくしたら、デンマークに入国すらできないのではないか？」と二重に嘆いた。穏健党党首選にビアギッテ達に内緒で訪れ、ビアギッテに会わず、花束だけ置いていくという、律儀かつ粋な一面もある。ビアギッテが「新民主党」を結成した会見の日の夜に、旧来までの二人のルールだった「コペンハーゲンでは会わない」という取り決めを無くし会い、コペンハーゲンで関係を結ぶ。その後、4話でビアギッテと共に高級レストランで食事中に嘔吐してしまい、それがマスコミやネットに知られてしまい「ビアギッテの秘密の新恋人」として取り上げられ大騒動に、妙な事により「ゴシップ記事の顔」となってしまった。YOUTUBEにも嘔吐シーンがアップされ、12万回再生された。5話では、ビアギッテ同様に売春禁止に反対する。その後、マグヌスとラウラに「不味そうなトーストに見える」イギリス料理を振る舞った。その後、フィンランドのヘルシンキの橋の建設にも関与する。ラウラとマグヌスとも、一緒にTV1の党首討論会を視聴しビアギッテを見守るなど、もはや家族同然の関係になる。10話では、総選挙後にビアギッテと共に国会議事堂に行きマスコミの取材を受け、公私共にビアギッテの公式のパートナーとなる。そこでフィリップと会い、ビアギッテの「現恋人」と「元夫」という「水面下の対立」をやめて和解した。最後「最終決戦」と「その後の大仕事」を終えて帰ってきたビアギッテを迎え入れ、ビアギッテの「その後の処遇」を喜ぶ。
カトリーネ・フェンスマーク（演・ビアギッテ・ヨート・サアアンセン）
新民主党広報員。ラナス地方出身。カスパーに代わるビアギッテの新スピンドクター。TV1の元キャスター。ジャーナリスト。カスパーの前妻。優秀で頭脳明晰の才女だが、正義感を振りかざし周りを困らせる。シーズン1で当時のへセルボー首相のスピンドクターであった不倫相手のオーレとの子供を宿すが中絶。シーズン1、9話で政府との協定を破り、生放送でビアギッテにプライベートな質問をしてトーベンを激怒させ、一ヶ月の有給休暇を取るように言われ、実質的に休職するはめになる。その後復帰したが、今度は逆にカスパーに取材映像の編集をさせたトーベンに激怒し、TV1を去る。シーズン2でエクスプレスに入社するが、そこでもCEOのラウゲセンと対立し退職、その後ラウス・ヘセルボーに会い自由党に入ろうとするがそこも去り、結局5話でTV1に戻る。シーズン1・2共にカスパーとの関係で悩み続けるが、のちに結婚。シーズン3でカスパーとの子供グスタフを産んでいるが、カスパーとは離婚している。その後、1話でカスパーに代わり、ビアギッテのスピンドクターとなる。その後の穏健党党首選のビアギッテ敗北の結果に落胆し、政界の現実を思い知る。その後、2話で新報道編成局長のアレクサンダーと親密になり、関係を結んでしまう。その後、ビアギッテが作った新党「新民主党」の広報員となる。7話で、解散総選挙が行われることに関しても、精力的に活動し「新民主党」のPRに尽力する。その後、ソーレンと親しくなり、8話の後頃に関係を結ぶ。9話でカスパーから、クルーセの過去に関する「重大情報」を伝えられ、ビアギッテに命じられ暴露しようとするが、自身の信念やソーレンの想いを優先し、クビを覚悟で最期まで暴露せずに終わった。しかしその後、ビアギッテにはあっさり許してもらう。10話では、総選挙で自身の選挙区の「新民主党候補」のヨーンに投票した。ソーレンをはいろいろありながらも最終的に結ばれ、ラウン一家全員と打ち解け、ソーレン・ヨーナス・エマと家族同然の関係となる。
ブレディ・フェンスマーク（演・ミシェル・ビョルン・アンデルセン）
カトリーネとアスラの母。専業主婦。年金生活者。良妻賢母で病死した夫を最期まで支えた。その後は娘のカトリーネのことを常に気にかけ、カトリーネからオーレとの不倫のことを告白されても動じず、冷静になだめる。シーズン1・2共にカトリーネを支え続け、シーズン3ではカスパーとの間に出来たカトリーネの息子グスタフを、多忙なカトリーネの代わりに世話までする。5話で突然、24歳の頃アスラを妊娠している時、当時の住まいの隣人と不倫していたことをカトリーネに明かす。
アスラ・フェンスマーク（演・ピーター・ピアウル・バルク）
シーズン3、4話にのみ登場。カトリーネの兄。ブレディの息子で長男。ラナス地方の養豚場職員。身長が2メートル近くある大男。4話でビアギッテ達「新民主党」員達が養豚問題について議論した際、ビアギッテが妹のカトリーネとのコネを使って、自身の養豚場に来ることになる。実際にビアギッテ達が自身の養豚場に来た際も視察を快く許可する。「デンマークでは毎日子豚が2万5000匹処分されてる。生産基準を満たすために豚を過剰生産し、多くの不健康子豚を処分するから」と嘆き、ビアギッテに養豚改革を請願する。だがその後、ビアギッテがテレビ番組で「ラナスの養豚業者は自分で育てた豚は食べない（食べるのは野放しの豚のみ）」と言ってしまったために、ラナス地方に風評被害が広がり、他の養豚業者仲間達からハブられてしまった。それが原因となりカトリーネと絶縁する。
グスタフ・ユール・フェンスマーク（演・リカール・ローレンス ＆ チャーリー・トップ・ノルゲルド）
シーズン3にのみ登場。カトリーネとカスパーの間に出来た子供。カトリーネとカスパーに代わりばんこで世話されているが、二人共多忙なため、世話しきれない時は、カトリーネの母ブレディに世話されている。眠っているカスパーの髪の毛をハサミで切ってしまい、カスパーをスキンヘッドに変貌させた元凶。
カスパー・ユール・ニルセン（演・ピルウ・アスベック）
政治評論家。ビアギッテの元スピンドクター。元穏健党広報員。ビアギッテ前内閣の元報道担当補佐官。カトリーネの元夫。旧名は「ケネト・ユール・ニルセン」。過去との決別のために名前を「カスパー・ユール・ニルセン」に改める。その過去とは子供の頃、義理の父やその友人達に集団性的虐待を受けていたことであり、その性的虐待はケネトが8歳の頃から12歳の頃まで4年もの長きに渡り続き、12歳の時にケネトが主犯の義理の父親を刺し、事件の全貌が発覚する。当時ケネトが未成年だったため、デンマークの少年法の規制によりケネトだけは罰せられず、顔も世間には公表されていない。その後少年院から出所し、名前を変え、実家を出て自立するという激動の半生を送る。その経験から有能な無類の戦略家となる。偶然手に入れたヘセルボー首相の公金不正使用のレシートをラウゲセンに渡すなど他党との人脈も厚い。自分を虐待していた義理の父の葬儀を母イエーレヌに代わって取り計らうなど律儀な一面もある。優秀だが女癖が悪く、多数の女性と関係を結びながらカトリーネと復縁、離縁を繰り返す。が、その後結婚しカトリーネとの子供グスタフを設ける。シーズン3ではすでにカトリーネと離婚しており、別居し代わりばんこでグスタフを育てる。スピンドクター退任後は、政治評論家としてデンマークの政治を分析し見守る。TV1の報道番組で「ユールとフリース」というレギュラー番組を持っている。1話の穏健党党首選では、ビアギッテが勝つと予想していたが外れる。3話では、息子のグスタフに髪の毛を刈られ、スキンヘッドになる。その後も、複数の女性達と交際し関係を結びその内の数人にグスタフの世話をさせるというプレイボーイぶりを発揮する。その後髪が伸び、旧来の髪型が復活した。警察関係者とも知り合いで、9話ではカトリーネに対し、クルーセの過去に関する「重大情報」をリークする。10話では、TV1の番組で総選挙結果について的確な指摘をした。その後、敗北したサルトムに対し、哀れみの視線を送った。それと同時にサルトムに「スピンドクターに戻りたいのではないのか？」と言われ「満更でもない」笑顔で返した。
イエーレヌ・ユール・ニルセン（演・メッテ・ムンク・プラム）
カスパーの母。専業主婦。年金生活者。カスパーのことを唯一、ケネト（旧名）と呼ぶ。カスパーの父でもある自身の夫ピーが病気で死去した後再婚し、その再婚夫でカスパーの義理の父親になったトワサンやその友人達から、カスパーが集団性的虐待を受けても黙認し、公に発覚し警察が介入するまで放置した。シーズン1、8話でカスパーに亡くなった再婚夫トワサンの葬儀を手配して欲しいと首相府に来る。母の請願をなくなく了承したカスパーだったが、結局最後になって自身は葬儀に出席せず、葬儀の参列者は、葬られる人物に性的虐待を受けていたカスパーと、全く面識のないカスパーの友人、カトリーネの二人のみという奇妙な構図となる。その後、シーズン2では老後扶養施設に住むことが決まったため、住まいを売却するようにカスパーに請願し、それもカスパーは了承。その後、老後扶養施設に入るがすでに痴呆が始まっており、カスパーが見舞いに来た時にはすでにカスパーのことすら覚えていなかった。
ピー・ユール・ニルセン
カスパーの父。カスパーが幼い頃、病気で死去。
トワサン・ユール（演・モルテン・トゥンド）
カスパーの義理の父。夫を亡くしたイエーレヌの再婚相手で、新しい夫。イエーレヌが留守の間を良いことにカスパー（当時はケネト）に性的虐待をし続け、それに自身の友人数人を招いて、一緒に集団性的虐待をしていた極悪人。その性的虐待は「性交以外」のことにも及んでいたらしい。カスパー（ケネト）が自身の友人の1人をナイフで刺し、刑事事件沙汰になって初めて事件が公に発覚。自身と友人達が皆逮捕され、カスパー（ケネト）も少年院に送られた。刑期を終え、家に帰るとカスパー（ケネト）は既に少年院から出所し、家を出ていた。その後はイエーレヌと和解し共に素朴な生活を続けていたが、カスパー（ケネト）とは延々と絶縁状態が続き、とうとう自身が病死し葬式が行われるまでカスパー（ケネト）と再会することはなかった。そして自身が集団性的虐待をしていたカスパー（ケネト）と何の面識もないカトリーネの二人のみに見守られ、火葬された。埋葬されたのは無名墓地のため、もはや彼の名を知る者はカスパーとカトリーネを除き誰もいなくなった。

### 報道関係者
TV1
トーベン・フリース（演・ソーレン・マリン）
TV1の報道番組の報道部長。元ジャーナリスト。カトリーネやハネやウルリックの上司。自身と同様に多忙の妻カオリーネと代わりばんこで子供の世話をする。デンマーク政府やTV1上層部との関係を良好に保つが、それが原因でしばしばカトリーネやハネと対立。かつては報道賞も受賞したことのあるジャーナリズムの功労者でもある。報道賞受賞作品名は「デンマーク司法の闇について」。シーズン3では、政治評論家となったカスパーと共に「ユールとフリース」というレギュラー番組を持つ。ヘセルボーが解散総選挙を行うことを宣言すると「あなたの選挙、あなたの選択」という特別番組を企画する。そして1話から新しく上司になったヨートに徹底して絞られ、3話ではピーアが起用した優秀なコメンテーター、ナディアを解雇してしまう。しかも報道部長としてのプライドが専行して、ナディアを解雇したのはヨートの命令だということをピーアはじめ部下達に知らせなかった。しかもヨートが言った「パキスタンの災い預言者」という蔑称を自身も使ってしまったために、ピーアはじめ部下達は「人種差別での不当解雇だ！」と大騒ぎし、8人もの部下達がTV1の役員会に対し、トーベンに対する苦情を申し立ててしまう。それによりトーベンは心身共に疲れ果ててしまい、部長としての威厳も失ってしまう。その後、役員会から厳重注意を受ける。その後、4話でヨートに対し反旗を翻し、自身の部下達の前でヨートを批判する。しかしそれにより「次、同じことをしたら自身をクビにする」と脅されてしまう。さらにピーアと不倫してしまう。そして5話ではそのことをヨートに握られ、間接的に脅される。6話で「TV1をやめ、エクスプレスに行きたい」とラウゲセンに請願するが、断られる。その後もTV1での仕事についてや、妻カオリーネと不倫相手のピーアとの間で戸惑い、揺れ動く。しかし8話で結局不倫がバレてしまう。そしてカオリーネにピーアと不倫していることを白状してしまい、ピーアをクビにしろとカオリーネに要求される。その後、ピーア他の部署に移動させようとするが、ハネに上層部に訴えると言われ頓挫。それを知ったカオリーネにTV1報道部に乗り込まれ、ピーアとの不倫を公衆の面前で暴露され、鍵を取り上げられ追い出され別居状態になる。行き場も居場所もなくし、とうとう番組中、ウルリックの肩を借り泣き崩れる。その後、9話ではヨートのふざけた選挙特番の企画をなくなく了承するが、途中で頓挫させ通常編成に差し戻す。それが原因でヨートに再び呼び出しをくらう。そして10話で、とうとう一年分の報酬の前払い（退職金）と引き換えにTV1を去ろうとするが、ハネとウルリックがTV1上層部に訴え頓挫。カオリーネとも復縁し、再び報道部に戻る。ピーアとは破局し「上司と部下」の関係に戻る。最後、TV1を退職するヨートに対して「楽しいことがしたかったら、シボリ公園に行くと良い」と意味深な言葉をかけた。
カオリーネ・フリース（演・アンソフィー・イスパルセン）
シーズン3にのみ登場。トーベンの妻。5話でトーベンが子供の終業式に来なかったことから、わざわざTV1報道部まで来てその終業式の映像を見せに来る。そして「家族が寂しがっている。あなた（トーベン）がここ（TV1報道部）に入りびたりだから」と伝え、TV1を去る。6話ではトーベンが夫婦のセラピーをすっぽかしたことに激怒し、再度TV1報道部にやってくる。しかしトーベンの涙を見ると人が変わったように冷静になり、トーベンをなだめ慰める心優しい女性。その後もトーベンに対し、家族との時間を大切にして欲しいと話す。しかし最近の不審な行動を怪しみ、8話ではトーベンの不倫を暴いてしまう。相手がピーアだと知ると、即刻ピーアをクビにしろとトーベンに要求する。しかしトーベンが従わなかったためにTV1に乗り込み、不倫を公然と暴露。結局トーベンから鍵を取り上げ追い出し別居状態になる。しかしその後、9話で子供達に会わせてあげるなど、復縁を匂わせる行動を取る。10話ではトーベンの全てを許し復縁する。そしてTV1報道部から来た呼び出しの電話に出た後、トーベンに対し「いいから（TV1に）いってらっしゃいよ。投票日でしょ」と言い放ち、涙ながらにトーベンをTV1に迎え出す。
ジャップ・フリース（演・ビクター・ストルテンベルグ・ニールセン）
シーズン3にのみ登場。トーベンとカオリーネの間に出来た長男。両親の不仲に悩みながらも、弟ミケルと共に、なんとかフリース夫妻の夫婦仲を良くしようと健気に振る舞う心優しき少年。
ミケル・フリース（演・モルテン・ブロムディ・ハジュルマルド）
シーズン3にのみ登場。トーベンとカオリーネの間に出来た次男。両親の不仲に悩みながらも、兄ジャップと共に、なんとかフリース夫妻の夫婦仲を良くしようと健気に振る舞う心優しき少年。
ハネ・ホルム（演・ベネディクテ・ハンセン）
TV1のコメンテーターで優秀なジャーナリスト。元ウーマン・リブ運動家。どこのマスコミも掴めなかった防衛大臣の汚職すら暴く凄腕で、トーベン曰く「汚職の番犬」と呼ばれている。シーズン1、初回で何者かの陰謀によりTV1をクビになる。それをカトリーネの仕業とみて激怒するが、のちにカトリーネと和解。ハネをハメてTV1をクビにした人物は、結局不明のままである。8話でのラウゲセンの暴露本出版に際し、サンプル本を提供された人物リストを、間接的にカスパーに渡すなど律儀な一面もある。その後、エクスプレス勤務を経てシーズン2、5話でTV1に復帰。一人娘がいるが離婚した夫の元にいる。カトリーネの誕生日に「ベルリンの壁」のカケラをプレゼントするという、律儀かつユーモア溢れた一面もある。シーズン3でもTV1で働き続け、新党「新民主党」の広報員となり、TV1を去ったカトリーネに代わってキャスターとなり、討論番組「ジレンマ」の司会にもなる。8話では、ピーアを移動させたトーベンを不審に思い、上層部に訴えると揺さぶりをかけピーアの移動を阻止する。しかしそれがフリース夫妻の離縁の決定打となってしまう。9話ではヨートが企画したふざけた選挙特番に大激怒。その番組の衣装を「ヨーロッパソンググランプリのロシア人司会者みたいな衣装」と皮肉り、なおかつ自身を「中年の人」と言ったTV1の開発課の新人職員、ラッセに対して大激怒した。しかしトーベンが企画を頓挫させ、通常編成に戻すと打って変わり安堵する。10話ではウルリックと共に、ヨートに解雇されたトーベンを元に戻すようにとTV1上層部に要求し、それが通りトーベンが復帰する。最後は、なんだかんだでトーベンを信頼し頼りにしているという、盟友ぶりを示した。
カミラ
ハネの一人娘。離婚したハネの夫、つまり自身の父親の元にいる。母ハネとは良い関係ではなく、一緒に会う予定を土壇場で反故にした。それによりハネはショックで仕事中に酔い潰れ倒れ、カトリーネに連れられ帰宅するはめになった。
ウルリック・マーク（演・トーマス・レビン）
TV1のキャスター。ジャーナリスト。自身の活躍の場を広げたいと思っているが、カトリーネに実力が及ばずいつもトーベンに叱責されている。ハネとも不仲で、カトリーネとハネを疎ましく思っている。シーズン1で、二人が上手いことTV1を退職したことを喜んでいたが、シーズン2で、二人がTV1に復帰すると露骨に不機嫌な顔でトーベンに愚痴をこぼした。だが9話では、ビアギッテ母娘を品性下劣に猛バッシングするラウゲセンを不利にする報道をして、ビアギッテ母娘の名誉を守るという律儀な一面もある人物。シーズン3では、長きに渡って対立していたカトリーネと和解し打ち解ける。だがその一方で、7話での各党の党首討論会では司会に抜擢され、各党党首に詰め寄る。その中で特にビアギッテに強く詰め寄り、ビアギッテは言葉をなくし、多大に醜態を晒させてしまうなど、非常に冷徹な一面も見せた。8話ではニーザゴーと関係を結びそうになるが途中で寸止めされる。がその時に、ニーザゴーや国民党に関する重要情報を盗み聞きする。ハネには「優秀な馬鹿」と思われている。10話ではハネと共に、自身のスカッシュ仲間でもあったヨートに反抗し、解雇されたトーベンを戻すようにTV1上層部に要求し、それが通りトーベンが復帰する。その後、TV2のキャスターのドーテと共に、選挙後特番の共同メイン司会になる。
ピーア・モンク（演・リズベス・ヴルフ）
TV1の報道番組のディレクター。トーベンの助手。眼鏡がトレードマーク。トーベンやカトリーネに対し的確なアドバイスをする。シーズン2では、討論番組「ジレンマ」のタイトルの名付け親となった。シーズン3でもその才能を発揮し、TV1の新しいビジネス番組にナディア・バラザーニという優秀なコメンテーターを起用する。しかしヨートを経由してトーベンに解雇されてしまい大激怒する。のちに上司と部下の関係を超え、トーベンと不倫してしまう。そんな中、TV1に来たトーベンの妻、カオリーネとも何事もないかのように気さくに話すなど、強い一面もある。8話ではカオリーネにトーベンとの不倫を暴かれてしまい、トーベンから別の部署に移動するように命じられ報道部を去りそうになるが、ハネの訴えがあり、土壇場でトーベンに止められ報道部に舞い戻る。しかしそれに激怒し乗り込んできたカオリーネにトーベンとの不倫を公然と暴露され、報道部中に知られてしまう事となる。その後、9話でトーベンと破局同然の状態になり、立ち直れず困惑する。しかし10話では吹っ切れ破局し、元の「上司と部下」の関係に戻る。
ベク・シモン（演・アンダース・ジュール）
TV1のキャスター。ジャーナリスト。金髪の短髪がトレードマーク。カトリーネがTV1を去った後代役となる。鋭い指摘と質問で、取材相手を困惑させるなかなかのやり手。シーズン3でも、総選挙の際にいくつかの投票所まで取材に行き、デンマークの政治情勢を的確に分析し、総選挙情報を視聴者に伝え続けた。
ダン（演・カスパー・ランゲ）
TV1の報道番組のアシスタント・ディレクター。双子の子供の父親。トーベンの指令を淡々と聞き、ピーアを支える。シーズン3、7話での党首討論会では、自身の各党党首を一列に並べるという提案がトーベンに受け入れられ、実現する。
タンジェ（演・パトリシア・シューマン）
TV1のメイク担当職員。ビアギッテやカスパーやラウゲセンやディスベト・ヘセルボー等、様々な有名人・著名人のメイクを担当している。姉御肌でカトリーネに気さくにプライベートに関して様々な進言をする。シーズン1、初回でラウゲセンからセクハラまがいのことをされ、カトリーネに注意を促す。タンジェの子供は有名人のサインを集めるのが好きらしい。が、ビアギッテはじめ、政治家のサインは興味が無く、欲しくないらしい。
イーダ
シーズン2にのみ登場。TV1の報道番組のメインキャスター。午後6時からのニュースを担当していたが、妊娠し産休と育休に入るため、一時的にキャスターを休職する事となった。そして偶然にもカトリーネが舞い戻ってきたため、トーベンが自身の代わりとしてカトリーネを、午後6時のニュースの代理のメインキャスターにすることを決定する。そこでカトリーネはその条件として、同時に「ハネもTV1に戻してくれ」とトーベンに交渉する。それが認められ、カトリーネとハネはどちらもTV1に戻れる事となった。
ヘンリク
シーズン2にのみ登場。TV1の常勤職員。自身が病欠のため、他に空きがある常勤職員がいなくなったため、当時はTV1の派遣職員のはずだったカトリーネが、討論番組「ジレンマ」のメイン司会をする事となる。
タジス
シーズン2にのみ登場。TV1報道部の職員。各ニュースや情報のリサーチを担当している。産休と育休で休職している。
アレクサンダー・ヨート（演・クリスチャン・タフダップ）
シーズン3にのみ登場。世界的エンターテイメント企業「ワーナー・ブラザース」の役員。TV1の重役の1人。ニックネームは「アレックス」。TV1上層部の命令で解任されたグレイダスに代わる新報道編成局長にも就任する。グレイダスとは打って変わり、徹底した「視聴率絶対主義」「コストパフォーマンス至上主義」「拝金主義」という、3拍子揃った超リアリスト。最初は報道部に好意的だったが、のちにトーベンらに対し辛口で接するようになる。数字やコストや金だけでなく、報道内容にまで横柄に口出しする。ジャーナリストとしての才能を買っていたカトリーネに好意を抱き仲良くなり、のちの2話で関係を結ぶ。3話では独自の判断で新ビジネス番組のコメンテーターのナディアを解雇するようにトーベンに命令し、報道部を混乱させる。その後も一貫してトーベンに口出しをし続け、トーベンが激怒し部下達の前で自身を批判すると、リストラをちらつかせてトーベンを脅す。その後も進言を続け、TV1報道部を掻き乱す。ピーアとトーベンの不倫情報を握ると、それも使い口出しを続け、トーベンは泣き崩れてしまう。しかしそれでも口出しをやめず、9話ではTV2の真似事として、低俗な選挙特番を企画してトーベン達に制作と放映を命じる。しかしそれをトーベンが頓挫させ、通常編成に戻させると無言で編集室から出て行った。そして上層部に告げ口し、トーベンを解雇させ、TV1から去らせる。しかし激怒したハネやウルリック達に抗議され頓挫し、トーベンが復帰。それにより立場を失い、結局自身がTV1を退職する事となる。そして最後、トーベンから「楽しいことがしたかったら、シボリ公園に行くと良い」と意味深な言葉をかけられた。
グレイダス・トフト（演・ドゥイツ・ノルガラッド）
シーズン3にのみ登場。TV1の元報道編成局長。トーベンの元上司。登場することが無かったシーズン1の時代から、トーベンをはじめとしTV1報道部の人々のやり方や方向性を支持していたが、TV1上層部の命令によって、役職を解雇される。代わりにヨートが、新報道編成局長に就任する。これによってトーベンらTV1報道部の立場が一変する事となる。
マーティン
シーズン3にのみ登場。TV1報道部の企画課の職員。TV1役員会やヨートの圧力により、企画課から異動させられ、調整部長の部下になる。それによって企画課の元上司のリスベトの部署が余分になり廃止され、リスベトはクビになってしまう。こういった経費削減のための異動やリストラは、報道部や企画課以外にも行われ、TV1の課長クラスの職員はほぼ全員クビにされ、多くの職員の犠牲により経費が大幅に削減され、TV1の体制は一気にスリム化し、規模が縮小した。
リスベト
シーズン3にのみ登場。TV1報道部の企画課の課長。マーティンの上司。TV1役員会やヨートによるTV1に対する経費削減対策のために、TV1をクビにされてしまう。
クリス
シーズン3にのみ登場。TV1報道部に派遣された研修生。ピーアの肝いりで、ニュース番組のアシスタント・ディレクターに起用されたが出来が悪く、不用心に引いたケーブルに放送終了後、カトリーネが引っかかり転び捻挫してしまった。その後、ピーアと共にカトリーネに激怒される。
ケビン・デイガー（演・アン・ホイヤー）
シーズン3、4話にのみ登場。TV1の番組である「TV1イブニング」のメインキャスター。前首相ビアギッテと対談し、ビアギッテの秘密の恋人ジェレミーが嘔吐した動画が、YouTubeにアップされ、それがマスコミにも取り上げられ、大騒ぎになったことを上げ、社会の変化について語ったり、現代社会特有の問題を提起した。そんな中、ビアギッテにいろいろ質問するが、逆にビアギッテに養豚問題の方向に話を持っていかれ、結局ビアギッテとジェレミーの話は一切聞けず、してやられる。
リューシ・フィルター
シーズン3、6話にのみ登場。TV1報道部職員。トーベンの部下の1人。ニュースのネタに関し、トーベンから意見を求められるが、シモンに先に言われてしまう。
ルイーセ
シーズン3、7話にのみ登場。TV1報道部職員。トーベンの部下の1人。
ミケル
シーズン3、7話にのみ登場。TV1報道部職員。トーベンの部下の1人。「政党訪問」という番組を企画するように、トーベンとピーアに命じられる。
ミロ
シーズン3、7話にのみ登場。TV1地方局報道部職員。スコーネ地方局で働いている。たまたま近くで取材を行うため、中継車をチャーターするようにトーベンとピーアに命じられる。
リーセ
シーズン3、8話にのみ登場。TV1報道部新人職員。ドキュメンタリー部に移動させられたピーアの代役に指名されたが、土壇場でピーアが報道部に舞い戻り頓挫。担当ディレクターを解雇される。
トム
シーズン3、8話にのみ登場。TV1報道部職員。5年前に心臓発作を起こして以来、心身温存のため5年間ずっとTV1のウェブサイト編集を担当している。リーセの補佐に抜擢されるがピーアが舞い戻り、リーセと共に担当を解雇される。
イーミル
シーズン3、9話にのみ登場。TV1の開発課の職員。ソーレンの息子のヨーナスの友人でもある。
ラッセ
シーズン3、9話にのみ登場。TV1の開発課の優秀な新人職員。ヨートが企画したふざけた選挙企画番組を制作している最中に、ハネを「中年の人」と言ってしまい、それを聞いたハネに「大学出たての若造が！」と大激怒される。
TV2
ルーベン
TV2の記者。カトリーネやハネやシモンらと共に、首相府の記者会見に出席し、ビアギッテやカスパーに鋭い質問をぶつける。しかし、時にはビアギッテに「ノーコメントという言葉をそんなに聞きたいの？」と優しく叱責もされる。無能ではないが、反面的に優秀なハネに「TV2のおっちょこちょいルーベン」と馬鹿にされ、同じく優秀なカトリーネにも「TV2のボンクラ記者」と散々馬鹿にされている凡才記者。
ドーテ・ブリュウス（演・ミア・リューナ）
シーズン3にのみ登場。TV2のキャスター。カトリーネに頼まれ、ビアギッテの病気公表VTRのインタビュアーになる。その後、それがTV2で放送されトーベンが激怒する。10話の選挙後特番でも、ウルリックと共に共同メイン司会者になる。
エクスプレス
ミケール・ラウゲセン（演・ピーター・マイキング）
エクスプレスCEO。TV2の理事も務める大物。実業家。元政治家。労働党元党首。シーズン1、初回のTV1の生放送番組の党首討論会において、当時のラウス・ヘセルボー首相の公金不正使用のレシートを出し、公の場で首相を批判。その後の総選挙での穏健党大勝の流れを作ったが、自身も非難の的になり労働党党首を辞任。その後、盟友だったはずのフクセンハーベンに、自身の多数の差別発言メールを暴露され議員も辞職。その後、政界を引退し、タブロイド紙エクスプレス社のCEOに就任。自身が就けなかった首相の座に就いたビアギッテを恨み、ビアギッテ前内閣を猛攻撃。8話で、自身が政界にいた経験に鑑みて、自身が見てきた政界の裏話を集めた暴露本を出版する。それが各界から賞賛と非難を浴びる。その後も「ゲスの極み」と言ってもいい性格と腹黒さでビアギッテ首相一家やデンマーク政府を猛攻撃する。シーズン2、4話でシーズン1、初期に裏切られた旧友のフクセンハーベンに対する復讐のため、ゲイのハニートラップを仕掛けて、その時の情事を盗撮させた。その証拠写真をフクセンハーベンに見せて、脅し追いつめ、自殺に追い込んだ。シーズン3では、5話でベスタブロー地区にある売春宿で起こった強制的売春事件に際し、直接取材に行くなど現地主義にもなる。相変わらずの「ゲスの極み」でビアギッテを猛批判する。しかし6話では打って変わって、ラウラを利用し、当時のビアギッテ内閣を猛バッシングしたことをビアギッテに謝罪した。しかし「エクスプレス一面に謝罪広告を載せないと許さない」とビアギッテに一喝される。その後、トーベンに「TV1をやめ、エクスプレスに行きたい」と請願されるが断る。ヘセルボーが解散総選挙をすることを宣言すると、ヘセルボーとクルーセと手を組み、ビアギッテが首相だった時代のことまで掘り下げて「新民主党」に対する、史上最大級のネガティブ・キャンペーンを展開する。しかし、10話の総選挙では効果が全く出ず、無駄骨に終わる。
カンヌ（演・スネ・コフデット）
シーズン2にのみ登場。エクスプレスの元記者。フリーのカメラマン。エクスプレス記者時代は、カトリーネと共にアフガニスタンに同行する。首相府でのビアギッテとクローネの密会の証拠写真を撮り、元同僚のカトリーネにリークする。
ホフマン
シーズン2にのみ登場。エクスプレスの写真部の職員。記事に載せる写真を選び、編集する仕事をしている。記事に載せるフクセンハ―ベンとミケルの情事の盗撮写真を選ぼうとしたが、CEOで編集長のラウゲセンにその役を奪われ、勝手に記事に載せる写真を選ばれてしまう。
スナゴー
シーズン3、8話にのみ登場。エクスプレス職員。「新民主党」本部に連絡し、ビアギッテの病気や放射線治療の情報が、エクスプレスはじめマスコミにバレれていることを、カトリーネに伝える。
その他
ライフ・ウィンター
シーズン1、10話にのみ登場。女性誌の記者。首相公邸である「マリンボー」に張り付き、ビアギッテがフィリップと対立し、数日間自宅に帰らずに公邸で寝泊まりしていることを掴む。そのことをハネに聞かされたカスパーはビアギッテに聞くが、ビアギッテは嘘をつき否定。だがそれが心残りとなりビアギッテは数日ぶりに自宅に帰る。その後、ビアギッテはカスパーに全てを打ち明け、その公邸での寝泊りの噂やビアギッテ夫妻の不仲説を払拭するために、TV1のインタビュー番組に夫婦で出演する事となる。

### 政党関係者
新民主党
ベント・サイアウー（演・ラース・クンゾン）
新民主党所属員。元穏健党副党首。ビアギッテ前内閣の元財務大臣。財務大臣辞任後は、ビアギッテ前内閣の元政策担当広報官。ビアギッテの親友で右腕。しばしば対立もするが、基本的にはビアギッテに常に的確なアドバイスをする良き盟友。穏健党内だけでなく政界全体からの信頼も厚く、EU議会委員に任命された時は、当時の前首相のヘセルボーから「全ての道はサイアウーに通ず」と言われるまでに大絶賛された（その直後に倒れ辞任）。しかしその前に、新保守党党首のヴュボネ・ケーアと不倫関係になったことがあると、ラウゲセンに暴露される。そのヴュボネとのスキャンダルと労働党の圧力によりシーズン1、終盤で財務大臣を辞任する。そしてシーズン2で、ビアギッテにEU議会委員に任命されるが脳梗塞で倒れ、土壇場で辞任してしまう。だが、のちに退院し、議員に復帰。南北カルーン交渉では特別顧問としてビアギッテ達に同行する。シーズン3でも友としてビアギッテを支え、穏健党党首選でもビアギッテを応援したが敗北し、穏健党内の立場が弱くなる。その後、カトリーネからビアギッテが新党を結成することを聞かされ、阻止のためヤコブと共に「新民主党」本部を訪れ、穏健党副党首になるようにビアギッテを説得するが頓挫し「新民主党」本部を去る。その後、ビアギッテの信念に負け、40年も在籍していた穏健党を離党。ビアギッテ率いる新党「新民主党」議員となる。その後「新民主党」候補として、総選挙に出馬するために必要な署名集めの活動を精力的に行い、6話で「新民主党」は総選挙出馬可能な公認政党の一つとして認められた。8話では、ビアギッテが決めた「新民主党の宣言」に対し「俺達を殺せるね」と自身らを皮肉った。10話では、総選挙で楽々当選した。その後、ビアギッテからトアセンに持ちかけられた「重大なオファー」を打ち明けられる。最後の最後まで親友としてビアギッテを支え、見守った律儀な人物。
キャステン・サイアウー（演・ギッテ・シェムリ・アップ）
ベントの妻。専業主婦。シーズン2、2話でEU議会委員にベントが最有力候補に挙がっていることに危機感を感じ、わざわざ首相府まで来てビアギッテにベントをEU議会委員にしないように請願する。実はその前にクルーセとも話しており、そのクルーセにだけベントの脳卒中のことを伝えていた。だがそれをクルーセが握り潰したため、ベントがEU委員に任命され倒れてしまう。病院に来たビアギッテに激怒し、ビアギッテは全ての真相を知ることになる。
ヨーン・ビアテルセン（演・イェンス・アルビヌス）
シーズン3にのみ登場。新民主党所属議員。元穏健党幹部。同性愛者。ベジタリアン。ビアギッテ前内閣の元教育大臣。「新民主党」の経済、教育、環境、税務政策顧問をそれぞれ兼任する超エリート。ビアギッテに穏健党に復帰したいと請願され、それを快く承諾する。ビアギッテ政権崩壊以降、穏健党が「燃え尽き症候群」になったことを嘆き、ビアギッテの穏健党党首選立候補を支持する。穏健党党首選で壇上で演説し、ビアギッテ支持を明白にした。その後、穏健党を離党。ビアギッテ率いる新党「新民主党」議員となる。その後、3話で銀行員のアナセンからの莫大な「新民主党」への支援との引き換えに、金融経済政策マニフェストの原案に関してアナセンに指図され、法人税の4%の減額を提示する。しかしビアギッテに反対され、全てが反故にされ、アナセンとの関係も絶ってしまう。同じ「新民主党」員にもかかわらず、ニーテとはいまいちソリが合わない。6話でソーレンに経済政策顧問の座を奪われるが、ソーレンが「新民主党」からの立候補を断念し、政界進出を断念すると、再びその座も取り戻す。9話ではTV2の低俗かつ奇妙な選挙特番に出演し、どこまでも「新民主党」のPRに奮闘する熱血漢。その苦労が報われたのか、その後の10話では、総選挙で楽々再選された。その後も連立に関して、ビアギッテに的確なアドバイスをする。
エーリック・ホフマン（演・クリスチャン・ハイケン）
シーズン3にのみ登場。新民主党所属議員。新保守党元副党首。ショーカー大学元講師。TV1の番組のインタビューで、移民法厳罰化改正案に猛反対したビアギッテに共感し、わざわざ自宅にまで出向いてビアギッテに花束を渡す。移民法厳罰化改正案に実は反対だったが、党首ヴュボネや新保守党の方針に逆らえず賛成してしまった。反対の理由は自身の妻がエチオピア人の弁護士であり、デンマークの現行移民法ですら居住許可が下りないためである。別居中の妻と同居し、家族全員で暮らすことが、法律上可能なスウェーデンのマルモへ移住することも考えている。その後、ビアギッテに説得され妻と息子のためもあって、27年間在籍していた新保守党を離党。ビアギッテ率いる新党「新民主党」議員となる。7話で、自身の選挙ポスターを「不味いワインを飲んだ後の顔」と表現し、自身を皮肉った。10話では、カトリーネが提案した「新民主党の美味しいキャンディ」を配るという奇妙な選挙運動を展開する。その甲斐があったのかその後、総選挙で楽々再選された。
ミセス・ホフマン
シーズン3にのみ登場。エーリックの妻。弁護士。エチオピア人。デンマークの移民法が原因で致し方なくロンドン在住。夫エーリックと息子はコペンハーゲン在住で別居状態。エーリックの元にいる息子に対し「移民の子供だと間違われないように、パーカーを着ないように」と言っている。エーリックやビアギッテ達と共に「新民主党」結成の記者会見に同席した。移民法厳罰化改正案を廃止し、移民法緩和化改正を求め、夫と息子と共に家族全員がデンマークに在住できる法整備を求める。5話でもデンマークの売春の現状について、夫エーリックに対し多大な情報提供を行う。
ナディア・バラザーニ（演・ローラ・アレン・ミュラー）
シーズン3にのみ登場。新民主党所属員。証券会社の元チーフアナリスト。証券会社DIRファンドの元理事。パキスタン出身の移民。新民主党に入党した後は、主に北ユートランド地方で活動している。TV1の新たなビジネス番組のコメンテーターとしてピーアが起用した。登場早々から「景気は悪化し、デンマークをはじめ欧州諸国は金融危機を全く脱していない」と言い放ち、さらに「大企業のCEO達は不況を脱したと言っているが、単に株主のご機嫌を取ってるだけだ」と痛烈に批判した。それを見たヨートは怒り、トーベンに命じ、ナディアはコメンテーターをクビになってしまう。のちに「新民主党」の考えに共感し入党する。ヨートとトーベン曰く「パキスタンの災い預言者」と秘密裏に侮辱された。イスラム教徒であるにもかかわらず、移民やイスラム原理主義には厳しく進歩的で、デンマークの価値観を重んじる右派思想の持ち主である。10話では、総選挙で初当選を果たした。
ソーレン・ラウン（演・ラース・ミケルセン）
シーズン3にのみ登場。新民主党の選挙対策コンサルタント。経済政策アドバイザー。コペンハーゲン大学の経済学教授。経済学者。ケンブリッジ大学の研究者二人と共に、ノーベル賞候補者にまで登り詰めた超エリート。エーリックと大学の同期。元極左派の社会主義者。旧東ドイツの法制度を崇拝していた。かつて存在していたデンマーク共産党の元党員。いくつもの労働市場審議会委員を務めていたこともある労働分野のエキスパート。ヨーンに代わり「新民主党」の経済政策顧問になる。いずれ行われる総選挙に「新民主党」から立候補する。出馬に関してはヨーンを除き、与野党問わず誰もネガティブなことを言わないほど、支持を集める超インテリ。しかし30年前には「デンマークも共産主義の独裁政権になればいい」とまで言っていた危険思想の持ち主でもあった。エクスプレスにもその過去を揶揄され「共産主義がデンマーク政界へ」や「親モスクワの党の先兵」や「旧ソ連のスパイ？」とまで侮辱された。青年の頃、暴力革命まで信仰していて、なおかつレーニンの霊廟に行き、レーニンに祈りを捧げたこともあるバリバリの元共産主義原理主義者。カトリーネに旧ソ連のシンボルマークのバッジをあげるなどユーモア溢れる一面もある。しかしその後、自身の昔の親友ゴート・コポーズが旧ソ連共産党直下の情報機関・秘密警察である「カーゲーベー（KGB）」に所属していたスパイだと報じられ、自身も旧ソ連のスパイだったと疑われ窮地に立たされる。だが元「カーゲーベー」のスパイ代表、バシーリの全面否定により疑惑がデマだったとわかる。しかしその後、ヨーンの知人のクワトから、デンマーク共産党党員時代に当時のソ連大使館のパーティに出席していた女性数人と関係し、なおかつ同じ大学の同期でそのパーティーの出席者の一人だったイーダと5年付き合い妊娠させたが、その後流産してしまい鬱病になり自殺をしてしまったことを暴露される。このスキャンダルが原因となり、総選挙への立候補を断念し「新民主党」を去る。しかし7話では突然解散総選挙となり、総選挙の争点が経済政策となったために、以前選挙候補者だったコネもあり「新民主党」の選挙対策コンサルタントとなる。その後、カトリーネと恋仲になり関係を結ぶ。その後、いろいろあったが、最終的にカトリーネをヨーナスやエマに紹介し、家族同然の関係になる。
ヨーナス・ラウン（演・ルー・ディマン・ストベデルク）
シーズン3にのみ登場。ソーレンの息子。エマの弟の長男。父ソーレンとカトリーネの関係を察している。最終的にカトリーネを家族と認める。
エマ・ラウン（演・アマリー・デルエルプ）
シーズン3にのみ登場。ソーレンの娘。ヨーナスの姉の長女。ストックホルム在住。父ソーレンとカトリーネの関係を察している。最終的にカトリーネを家族と認める。
ニーテ・ブック（演・ジュリー・アウネーテヴァン・クリステンセン）
シーズン3にのみ登場。元新民主党所属議員。元穏健党所属議員。アルバツロン地方南部出身。穏健党党首選後、ビアギッテに共感しカトリーネに説得され、ビアギッテ率いる新党「新民主党」議員となる。その優秀さで討論番組「ジレンマ」では、移民政策に関し国民党副党首をまくしたて圧勝する。かつて穏健党員だった頃に穏健党総会の後、クルーセと関係を結んでいたことがある。その後、8話では「衝撃の事実」が発覚する。そして「新民主党」を離党する事となる。その後10話で、総選挙に穏健党から出馬するが落選し、政界を去る。
穏健党
ヤコブ・クルーセ（演・イェンス・ヤコブ・チューセン）
穏健党党首。ビアギッテ前内閣の元EU担当大臣。シーズン1・2では眼鏡をかけていたが、シーズン3では眼鏡を外し、コンタクトレンズをつけてイメチェンしている。シーズン2、2話でビアギッテにEU議会委員にベントを推薦する。その通りベントがEU委員になると空いた穏健党副党首の座を手に入れる。がビアギッテに会う前のキャステンから「ベントが以前、脳卒中になったから絶対EU委員にしないでくれとビアギッテに伝えてくれ」と言われていたのに伝えず、その結果ベントが倒れてしまった。さらにエクスプレスに「ベントの脳卒中のことをビアギッテは知っていた」というデマを流し記載させ、ビアギッテを潰し自身が穏健党党首、首相になろうと画策していた。それを知ったビアギッテが激怒し、その責任を執らされる形で副党首を辞任させられ、ベントの代わりにEU委員になりブリュッセルに飛ばされることに。EU担当大臣も辞任。その後、シーズン3では政界を引退したビアギッテに代わって穏健党新党首に就任した。その後は首相に返り咲いたヘセルボーや自由党の言いなりで、実質ヘセルボーの手下と化していた。政治的信条も穏健党員にもかかわらず、ヘセルボーと同じくらい右派。それを見かねたビアギッテに「政界に復帰するために穏健党に復党させてほしい」と請願されるが断る。ビアギッテが政界を引退した後は、穏健党内の「事実上の独裁者」と化しており、彼に逆らう者は誰もいない。それを見せつけるが如く、穏健党党首選の最中に退席し首相府へ向かい、ヘセルボー首相と経済政策法案について直接交渉し、穏健党寄りに進展させる。そしてそれをTV1放送を通し党首選会場のスクリーンに映し、党首としての威厳をアピールするという宣伝戦略を発揮した。その後、穏健党党首選会場に戻り演説し、ビアギッテの持つ政治観念を「海岸沿いの高級住宅地の社会主義」と皮肉った。その後、僅差でビアギッテを破り、穏健党党首に再選される。その後、ベントからビアギッテが新党を結成することを聞かされる。それを阻止するためベントと共に「新民主党」本部を訪れ、ビアギッテに穏健党副党首のポストを用意する。しかし断られてしまい、最後ビアギッテに宣戦布告をして「新民主党」本部を去る。以前、穏健党総会の後、ニーテと関係を結んでいたことがある。その後も一貫してへセルボーに従属し、中道政党だった穏健党を完全に右派の自由党の傀儡政党にしてしまい、穏健党を死に体化させてしまう。しかしその後行われる解散総選挙では、ある「新民主党内にいる穏健党のスパイ」を使い、選挙対策も相まって一貫して「新民主党」の政策を盗用し、ビアギッテを潰しにかかる。自由党をはじめとする保守陣営に付きながらも、左派連合一派の「新民主党」の政策を盗用し左派の支持層も掻っ攫う、蝙蝠のような卑怯漢。9話ではカスパーに、自身の過去についての「重大情報」をリークされる。しかしカトリーネが暴露を取りやめたために、世間には公表されずに終わった。しかしビアギッテに会場の党首討論会でも、TV1の選挙特番でも、徹底して言い負かされ敗北し、多大な醜態を晒す。その後、10話の総選挙で穏健党は大敗し、穏健党内はおろか政治家としての立場も失くす。その後責任を取り、穏健党党首を辞任する事となる。
ヘンリック・ケイアスオー
シーズン2、2話にのみ登場。穏健党所属議員。新EU担当大臣。EU担当大臣を辞任したクルーセの後任。
ヘニング・ヨハンセン
シーズン3、1話にのみ登場。穏健党支部長。クルーセの右腕。穏健党内で絶大な影響力を持っている。彼の工作の結果ビアギッテは、穏健党党首選でクルーセに敗北してしまう。
イェンセン
シーズン3、1話にのみ登場。穏健党所属議員。ビアギッテが「新民主党」に入ってくれるのではと模索するが、断ってしまう。
労働党
ビャアン・マロット（演・フレミング・ソーレンセン）
労働党元党首。ビアギッテ前内閣の元外務大臣。長年に渡りラウゲセンの盟友であり、傀儡でもある。労働党内や他党もおろか、デンマーク国民からの信頼も皆無と言われ、周りから蔑まれている。だが長きに渡りラウゲセンの傀儡の副党首だったため、ラウゲセンの党首辞任により、労働党新党首に選出される。ビアギッテが首相に就任すると、自身は外務大臣に就任する。しかしシーズン2、3話で労働党内やマスコミのバッシングに耐え切れず、労働党党首と外務大臣を辞任。労働組合のトップとして、労働者特別年金制度の廃止に最後まで反対したが、願い叶わず廃止された。
トローウルス・フクセンハーベン（演・ラース・ビルグマン）
労働党前党首。ビアギッテ前内閣の元法務大臣。デンマーク屈指の名家の一つ「フクセンハーベン家」の4代目当主である。代々の世襲議員でもあり、現在のトローウルスで当主同様に4代目である。シーズン1、初期では盟友のラウゲセンの多数の差別発言メールを暴露し、ラウゲセンを裏切り失脚させた。そして首相になったビアギッテおもねり、自身が法務大臣になる。その後、7話で発覚した団結連盟本部盗聴事件で自らの地位を守るためにリンデンクローネを貶め、ビアギッテを裏切る。8話でラウゲセンにゲイだと暴露されるが否認。シーズン2では、3話でビャアンが労働党党首を辞任した後、新党首と新外務大臣に就任する。その後、ゲイのハニートラップにかかり盗撮され、4話でその証拠写真をラウゲセンに突き付けられ脅され、そのことを含めビアギッテに全てを告白する。ビアギッテには「全てを世間に公表するべきだ」と言われたがその後も悩み続け、最期は行き場を無くし、コペンハーゲン郊外で自殺。自殺に使用した物は、最期に会ったビアギッテから盗んだ「睡眠薬丸ごと一箱」だった。
ハウス・クリスチャン・トアセン（演・ビャールネ・ヘンリックセン）
労働党党首。ビアギッテ前内閣の元防衛大臣。軍隊びいきの典型的男性優越主義者（反フェミニスト）で、女性を軽んじる言動が目立つ。シーズン1、9話でデンマークの軍事産業「トライデント社」の兵器を購入する際に当社関係者から高額な接待を受け、自らの名前が彫られた高額な散弾銃を2丁受け取った。これをハネがエクスプレス誌でスクープし「賄賂だ」と大問題になった。この問題によってデンマーク世間のビアギッテ内閣に対する見方が厳しくなり、ビアギッテがフィリップの「トライデント社」関連企業である「ベア・エレクトロニクス社」の北欧支部CEO就任を辞退させるはめになり、夫婦の離縁の決定打となる。ビアギッテ夫妻離婚の元凶。その後、シーズン2、3話でビャアンが労働党党首及び外務大臣を辞任。その後、新労働党党首及び新外務大臣になったフクセンハーベンが4話で自殺したため、5話で新労働党党首及び新外務大臣に就任した。シーズン3で、野党に転落した後も労働党党首で居続け、7話でヘセルボーが解散総選挙をすると発表すると、野党第一党の党首として再度、与党第一党党首かつ首相のヘセルボーと全面対決する事となる。しかしへセルボーとの討論に完敗し、他の野党はおろか労働党内からの信頼も薄い。しかし労働党の強さが光り、結局ビアギッテらに首相候補として支持される。10話では、自身の党首としての立場を守るために、ビアギッテに対し「重大なオファー」をする。
ペアニレ・マセン（演・シト・ペテロ・エイガー）
労働党副党首。ビアギッテ前内閣の元社会・男女平等大臣。気が強く勝ち気な女性でビアギッテら同じ女性でも容赦がない。カスパー曰く「革命時には真っ先に逃げだしそうな人物」。シーズン1、5話で企業の「クオータ制度推進法案」をクリトゴーに倣い推進。クリトゴーが産業大臣を辞任した後は、自身が代わって産業大臣に就任。同時にビアギッテ前内閣の首脳部である「政策調整委員会」の役員の1人にもなる。その後、シーズン1、10話で辞任したサイアウーに代わり財務大臣に就任。さらにシーズン2ではビャアンの党首辞任とフクセンハ―ベンの自殺によって労働党副党首の座を手に入れ、順調に成り上がる。2話でEU議会委員になりかけたが、最終的にベントからクルーセになり頓挫。シーズン3では、5話で深刻な問題と化した売春に対し「売春は女性に対する犯罪」であり買春した側に厳罰を科すべきと主張し、国民党などの右翼与党にも積極的に厳罰化を打診する。その後、社会福祉委員会委員長として自身が開いた売春に関する公聴会においても自身のシンパや共鳴した有識者達で固め、一切自身の考えに対する異論を許さないなど、ファッショ的な一面もある恐ろしい女性。しかしTV1の番組で、自身が信頼していた「デンマークの売春に関する統計」が捏造改竄だとビアギッテに暴露され、結局自身が進めていた売春禁止は頓挫する。
パーリー・ピーダセン（演・クラウ・スベン）
シーズン1、3話にのみ登場。元労働党所属議員。ラウゲセンの盟友。ビアギッテ前内閣の初予算のアフリカへの支援金に反発し、可決に必要な過半数の議席を、自分達が反対すれば反対多数で否決出来るのをいい事にバンクと共に反対を表明した。予算案に賛成する代わりに自らの選挙区の地域に高速道路を引くようにとビアギッテ内閣に圧力をかける。その後は病院も建ててくれと要求し傍若無人ぶりを発揮する。ビャアンに叱責されると労働党を離党し無所属議員に、TV1の番組に出演した際にも「アナと家族」の話を出し、ウルリックの追及をかわすやり手。最後は新保守党に予算案を賛成され過半数に達し可決してしまい、自身の反対票が無意味になり立場を失う。
バンク・ホーシング（演・タビジェメ・ヨンソン）
シーズン1、3話にのみ登場。元労働党所属議員。ラウゲセンの盟友。パーリーに共鳴し共に予算案反対に回り、労働党を離党し無所属議員となる。が、新保守党に予算案を賛成され、自身の反対票が無意味になり立場を失う。
ホルガー・ブローザセン（演・ニールス・ウェヤデン）
シーズン2、6話にのみ登場。労働党所属議員。当時、フクセンハーベンが法務大臣から新外務大臣に就任した際に、代わりの新法務大臣に就任。サルトムが要求するデンマーク少年法厳罰案に、多少の理解を示す。
リーサ・スティーニ（演・ジュリー・クリスティ・アンセン）
労働党報道部の職員。シーズン1、初回の労働党主催のパーティーでカスパーと出会う。その後シーズン2、6話でカスパーと再会。その後も、カスパーに会うために頻繁に首相府を訪れ、カスパーと関係を結んでしまう。それをロッテが知り、破局のきっかけとなる。
団結連盟
アネソフィ・リンデンクローネ（演・セイゲン・エゲホルム・オルセン）
団結連盟党首。元市民活動家。ビアギッテに政界に行くように勧められ、政治家になり、その後、政党党首にまで登りつめた成り上がり者。ビアギッテの盟友だったが、団結連盟は閣外協力の立場だったために、ビアギッテ前内閣ですら大臣にはなれなかった。シーズン1、7話の公安による団結連盟本部を盗聴された事件に関し、管轄していた法務大臣のフクセンハーベンを問い詰めるが、逆に公安が盗聴していた「へセルボー首相（当時）の子供を誘拐しよう」という内容の、自らの過去の暴言を収めたテープを暴露され大騒ぎになり、追及は頓挫した。ビアギッテの盟友だったが、その団結連盟本部の盗聴事件後は疎遠に。その後、シーズン2、6話でTV1の番組でサルトムと移民政策に関し対決したが、まくしたてられサルトムに敗北した。9話では、ビアギッテ内閣が進める「民間[健康保険の税控除の廃止」を早めるように要求する。だがビアギッテはそれに応じず「徐々に廃止するのが嫌ならヘセルボーを支持すればいい」と言われ、ビアギッテに対する要求を取り下げた。シーズン3でも、党首で居続け、7話で野党のリーダーであるはずの労働党党首トアセンではなく、ビアギッテに野党のリーダーとして引っ張って行って欲しいと話すなど、ビアギッテに対する信頼や友情がいろいろあっても一切揺らいでいない律儀な人物。10話では、ウルリックに「団結連盟と新民主党は連立できるか否か？」と聞かれると「やぶさかではないが」という態度をとった。
アイチャ・ナグラディ（演・フディマ・トゥラン）
団結連盟前党首。イスラム教徒の移民出身議員。リンデンクローネの盟友。無愛想でビアギッテの社交辞令も無視する。ラウゲセンにメールで「視界に入ると吐き気がする」や「反民主主義の広告だ」等と秘密裏に侮辱された。シーズン3ではシーズン2との間に行われた総選挙で落選し、政治家の地位を失っている。その後は団結連盟事務員となっている。
緑の党
アミーア・ドゥーイアン（演・ダリ・サリム）
緑の党前党首。ビアギッテ前内閣の元気候・エネルギー大臣。元政治家。カスパー曰く、マスコミが大好きなイケメンで高学歴のイスラム教徒。環境問題だけでなく、外交交渉でも活躍する。シーズン1、8話でラウゲセンに「無類のプレイボーイ」と暴露された。シーズン2、5話で自らの力に限界を感じ、党首を辞任しのちに議員も辞職し政界を引退。だがその後も7話と8話で、民間人として南北カルーン交渉で活躍する。
サラ・ドゥーイアン
アミーアの娘の長女。ボール遊びが趣味。
カーステン・ビアー（演・ヨハネス・リイラー）
シーズン3にのみ登場。緑の党党首。党首を辞任し、政界も引退したアミーアの後任の新党首。絶滅危惧種の保護政策を全面に打ち出す。7話で、リンデンクローネに同調し、ビアギッテに野党のリーダーになって欲しいと請願する。党首討論会ではヘセルボーに「いつまで二酸化炭素排出量の割り当てを先送りにするつもりだ？」と詰め寄った。しかしへセルボーに「その財源は一体どこから？」とあっさり返される。10話ではラウラに「緑の党のあのつまらない人」と秘密裏に侮辱された。
自由党
ラウス・ヘセルボー（演・セーレン・スパニング）
デンマーク元首相及び現首相。自由党党首。デンマーク最大の大企業「クローネ産業」をはじめ、様々な産業界、財界に人脈を持つ政界屈指の大物。妻ディスベトとは長きに渡り、仮面夫婦の状態である。シーズン1、初回でその妻ディスベトのために公金を横領し、その証拠となるレシートをカスパーに盗られ、それを渡されたラウゲセンに公の場で暴露され、旧来の国民の不満も重なり、その後の総選挙で敗北。首相の座をビアギッテに奪われる。その後は、首相の座を奪い返そうと画策。のちの総選挙で勝利しシーズン3では再び首相に返り咲く。ビアギッテが去った後の穏健党と新党首クルーセと蜜月状態となり、政権基盤を盤石にする。ビアギッテ達が新党「新民主党」を立ち上げても「党」として認めず、「新民主党」所属の議員達を「無所属議員達」と吐き捨てた。だがのちに「新民主党」を「党」として認める。5話では、最後までセックスワーカーの権利を認めず、他の納税者達とは違うというスタンスを貫き「人身売買と戦う警察の特別捜査班の設置」以上のことは認めなかった。7話で、突然解散総選挙を行うことを宣言し、デンマーク中を大混乱させる。その後、選挙ポスターに、ビアギッテ達のと共に悪質な落書きをされた。10話ではヴュボネと共に総選挙に勝利したビアギッテと秘密裏に会談し、連立を打診した。
ディスベト・ヘセルボー（演・イーダ・ドウィンガー）
ラウスの妻。デンマークのファースト・レディ。夫ラウスとは長きに渡り、仮面夫婦の状態である。麻薬中毒者で極度の買い物依存症。シーズン1、初回で度重なる浪費により、自身のクレジットカードが使えず、買い物が出来なくなったため、当時の首相だった夫ラウスを呼び出し「欲しいコートとバッグを買ってくれ」とゴネる。その結果、財布を忘れた夫ラウスに公金を不正使用させてしまう。ヘセルボー政権崩壊の元凶。その後の総選挙でラウスが首相の座から降ろされ、同時にファースト・レディの地位を失うが、シーズン3で再びラウスが首相になったことから、自身も再びファーストレディの地位を得る。
オーレ・デール（演・クラウ・スリース・オスタゴラー）
シーズン1にのみ登場。自由党元広報員。へセルボーの元秘書。へセルボー政権時代の元スピンドクター。既婚者で子供もいたが、カトリーネと不倫関係にあった。カトリーネと2人で密会している最中に突然の心臓発作で死去。その時、偶然持っていたへセルボー首相の公金不正使用のレシートを、カトリーネが呼び出したカスパーに偶然見つけられ盗まれる。自身の死去がへセルボー政権崩壊の序章になってしまった人物。
ニーナ・デール（演・カヤ・ブリュエル）
シーズン1にのみ登場。オーレの妻。2話でオーレの葬儀に幹事として出席し演説し、オーレの素晴らしさやオーレとの思い出を語った。カトリーネとオーレの不倫は薄々勘づいており、3話ではオーレの墓に花を添えたカトリーネと偶然会い、カトリーネに対し「オーレは私の夫なの。帰ってちょうだい」と大激怒する。この出来事からカトリーネは当時お腹に宿していたオーレとの胎児を堕ろすことを決める。夫オーレ亡き今、それでも二人の子供を女手一つで育てる強い女性。
インガ・ハンセン（演・メッテ・コレング）
シーズン1、2話にのみ登場。自由党所属議員。ビアギッテと組閣について話し合うはずだったヘセルボーが何故か来られなくなったために、急遽ヘセルボーの代役として指名された女性議員。それに激怒したビアギッテに「組閣準備会なんて無いとヘセルボーに伝えて、今組閣を話し合ってるの。党首として時間が割けないなら、自由党抜きで進める」と吐き捨てられ、自由党事務室に帰らされてしまう。
チャルーテ・メフデル
シーズン3、6話にのみ登場。自由党の経済政策顧問。TV1の番組で「新民主党」の経済政策顧問のソーレンと対決し、徹底して言い負かされ完敗する。
新保守党
ヴュボネ・ケーア（演・ジェニー・フンスチュー）
新保守党党首。ヘセルボーと共にビアギッテから政権を奪い返す。保守的で気が強くお堅い性格ではあるが、シーズン1、3話で予算案に関し条件付きでビアギッテに協力するなど適度な寛容さもある。8話で以前ベントと不倫関係になったことがあるとラウゲセンに暴露される。9話でもトアセンの賄賂問題に際し、野党党首の立場であるにもかかわらずあまり批判せず、武器購入に際し積極的にビアギッテ前内閣を支持した。シーズン3では首相の座に返り咲いたヘセルボーにおもねって、与党党首の地位を獲得した。7話では、TV1の党首討論会でウルリックに文句を言うなど、気の強さやお堅い性格は全く変わっていない。10話では、ヘセルボーと共に総選挙に勝利したビアギッテと会談し、連立を打診した。
国民党
スベン・オール・サルトム（演・オーレ・ザスルアップ）
国民党党首。威圧的な態度と豊満な体型が特徴的。北ユートランドに在住し、そこに農場を持ち養豚もしており、ウスタブロー地区にアパートも持つ、特権階級的ブルジョワジー。反イスラム主義者。反移民派。難民や移民に関する法律を厳しくするように要求している。がもう一方で、デンマーク人の弱者や高齢者に対する支援を増やすように求めるなど、左派的な一面もある。シーズン2、6話で自身が推進する「刑事責任年齢を、現行の14歳から12歳に引き下げる」という内容のデンマーク少年法厳罰改正案をカスパーに反対され、なおかつ「スベン、あんたは政界の寄生虫だ！」と罵倒される。その後、移民が多いナーアブロー地区にて妻と散歩している時に「13歳」の移民の少年に襲撃され、腕に重傷を負う。これによりますます少年法厳罰改正案成立に奮闘する。自身の娘を溺死事故で亡くしている。その後、自身が進めていた少年法厳罰改正案は、僅差で否決され頓挫した。シーズン3では、首相の座に返り咲いたヘセルボーや自由党におもねって閣外協力の立場を取り、ヘセルボー政権に影響を及ぼす。そして早速、移民法厳罰化改正案を国会に提出し、国民党、新保守党、自由党、右傾化し賛成に投じた穏健党と共に委員会で可決させ、その後正式に成立させようと画策する。4話では自身が経営する養豚場で、テレビカメラの前で「法令」にのっとり、子豚の尻尾を切るなど残酷な一面もある。しかし実際は粗悪な環境で豚を飼育しており、法令違反で4回も関係役所から警告を受けている。その後、TV1での自身とビアギッテとのテレビ討論で「消費者がより安い肉を求めるから、クズのような肉を作ってる」等と暴言を吐き、多大な醜態を晒す。その結果世論が動き、自身がやった「家畜の尻尾切り」を抑止されてしまう羽目になる。7話で、党首討論会では自身の位置に文句を言い、席を無理やり移動させようとする。ビアギッテの環境税に関する話を「気楽なサロンのおしゃべり」と間接的に皮肉った。8話では、有力野党として閣外協力の立場を重んじていた自身と違い、副党首ニーザゴーが、自由党ヘセルボー政権との連立政権を望んでいたことを、ウルリックに間接的にリークされ「それはありえない」と突っぱねる。しかしのちの10話で、総選挙で国民党が敗北したことに関し、最初は強気だったが、選挙後特番も副党首のニーザゴーに椅子を取られ、自身の支持票も信頼も失い、突然鼻歌を口ずさむほどに落ちぶれ、そこをマスコミに撮られ報道され多大な醜態を晒し、最終的に国民党党首を辞任する事となる。
ベネディクテ・ニーザゴー（演・マリー・アスクベヴ）
シーズン3にのみ登場。国民党副党首。排外主義者達に暴行を受けた移民女性が入院している施設を訪れた際に、その移民女性達と無理やり写真を撮るなどの嫌がらせ行為をする。さらにその翌日、メールで自身の悪口を言った13歳の移民の少年の写真を国民党のフェイスブックに載せ、さらにその写真の下に少年と両親の住所を載せ「彼みたいな子供をもっと受け入れたいのか？」という、差別的な質問まで書く陰湿な女性。その陰湿さを、TV1の討論番組「ジレンマ」でニーテに全て暴露される。4話では、サルトムがテレビで見せた子豚の尻尾を切る映像を「計画的な虐待」と批判。その自身の意見に賛同する国民党員が多数になり、サルトムが降伏。それによりのちに「家畜の尻尾切り」等を禁止し、家畜を大切に扱うようにする「家畜保護法」の厳罰改正案を与党に提示するが、自由党に断られ頓挫。その後「新民主党」と自由党の会談により、家畜業者に対する監視厳重化案は可決成立した。カスパー曰く「動物達の救世主」。5話で売春厳罰化を超党派で議論した際にも「裏で手を引いてる移民連中を厳しく罰するべき」と相変わらずのスタンスの主張をした。ペアギネ曰く「国民党現代派の代表」。6話ではソーレンとTV1の番組で対決し、ソーレンの過去や思想を痛烈に批判。だが結局ソーレンに「私がスパイだったという証拠を提示するべきだ」とまくし立てられ敗北する。8話では総選挙期間中に行ったビアギッテの病気の告白を擁護する。その後、ウルリックに媚を売り誘惑し関係を結ぶ。しかし同時に党首サルトムに反逆し、国民党を閣外協力ではなく、自由党ヘセルボー政権に連立政権として参加させるという、自身の「重大情報」をウルリックに盗み聞きされてしまう。その後、それをウルリックに間接的にリークされ、してやられる。しかしその後10話で、総選挙で国民党が敗北したことを受け、秘密裏に国民党議員票や支持者票を集めサルトムを退任させ、国民党新党首となる。

### 首相府関係者
ニルシ・エリク（演・モルテン・キルケコブ）
デンマーク首相府の事務次官。安全保障委員会にも出席している。ヘセルボー政権時代から首相府にいるベテラン政府職員。常に冷静沈着に行動しデンマーク政府関係者や首相を補佐する。2回の離婚歴があり、現在の妻は3人目。シーズン2、5話において、ユテ解任後のサネの復帰に尽力する。ビアギッテ曰く「デンマーク1、力のある官僚」。10話では、首相業務休職中のビアギッテや無能な首相代行トアセンに代わって、首相府のほぼ全てを執り仕切る。その後シーズン3、10話でビアギッテと再会し、満面の笑みを見せながら「またここ（首相府）を仕切るんですか？」とビアギッテに冗談交じりに質問した。
サネ（演・アイベン・ドルナー）
デンマーク首相府の職員。ビアギッテを補佐していた元首相秘書。シーズン1、初期から無能で、ビアギッテ達に疎まれていた。シーズン1、終盤にカスパーと恋仲になる。しかしその現場をニルシに見られてしまい、その事と無能さを口実に首相秘書をクビにされる。それと同時にカスパーと破局。しかしシーズン2、5話で無情なユテを見限り、クビにしたビアギッテの愛着により復帰する。誰に対しても控えめに接し、マグヌスとも気さくに接する心優しい女性。
キム（演・アダム・ブリックス）
デンマーク首相府の元職員。ビアギッテの首相時代の首相専用車の元運転手。ビアギッテの自宅に荷物を届けるために立ち寄ったが、その過程でお酒が入ったビアギッテの性的衝動に押され、そのまま一夜を共にしてしまう。その後、それを知ったカスパーに勧められ運転手を辞職し、別の省庁に移る。後日、ビアギッテはその情報をラウゲセンに握られてしまうが、キムがリークしたか否かは不明。
アナス
デンマーク首相府の職員。淡々と首相のビアギッテを支える。
ヘンリク・ミケルセン（演・フレデリック・メルダル・ノルゲダブ）
デンマーク首相府の職員。シーズン1、9話で、当時の防衛大臣トアセンの疑惑に関連した宿泊施設「グレン・ファーラン」の資料に対し「日程表はマスコミには見られていませんが、いざとなったらコーヒーをこぼして隠蔽しますよ」と発言し、ビアギッテに叱責された。
スティン・スゴー（演・イナ・ミリアム・ローゼンバウム）
シーズン1にのみ登場。デンマークの首相公邸である「マリンボー」の幹事。マリンボーの全てを執り仕切る。ビアギッテ一家が来た際も、公邸館内の案内や食事の世話までする。
ユテ（演・ハンネ・ハベランド）
シーズン2にのみ登場。デンマーク首相府の元職員。解雇されたサネの後任の元首相秘書。堅物で無愛想で入れるコーヒーも苦いが、非常に優秀かつ無駄のない仕事ぶりで、初期はビアギッテ達に好評だった。しかし子供の面倒は全く出来ず、2話では首相府に来たマグヌスにも無愛想に接し、ベントを呆れさせた。そしてのちの5話で、神経病のラウラからの再三に渡る電話を放置し続けたために、ラウラが発狂。このことが原因でビアギッテに見限られクビにされ、首相府を去る。
フレズレック・ディズフェルト（演・ヘンリク・ピルプ）
シーズン2にのみ登場。デンマーク首相府の外務事務次官。南北カルーン交渉に際し、ビアギッテ達に多大な情報提供を行い、さらに南北カルーンへの渡航にも同行し、ビアギッテ達を補佐する。
ベニー
シーズン2にのみ登場。デンマーク首相府の職員。南北カルーン交渉実現のために、精力的に活躍。ビアギッテ達を補佐する。
クリソファー
シーズン2にのみ登場。デンマーク首相府の職員。スキンヘッドの長身の巨漢。
アニタ
シーズン3、7話にのみ登場。デンマーク首相府の職員。ヘセルボーの部下。

### シーズン1、限定他キャスト
数話に登場
ベンヤミン（演・ケネス・クリステンセン）
インストラクター。シーズン1でのカトリーネの恋人。同じフィットネスジムの講師（ベンヤミン）と受講者（カトリーネ）だったため、次第に意気投合し交際を始める。それがカスパーの逆鱗に触れ喧嘩になりカスパーを殴る。7話の団結連盟盗聴事件の際、当時話題になっていた法務大臣（フクセンハーベン）の名前すら知らなかったため、カトリーネが激怒し大喧嘩。その後、疎遠になり自然消滅の形で破局。
フライア・ヒーセゴー（演・ネール・ロンホルト）
フィリップの教え子の女学生。論文をフィリップに提出するためにしばしばビアギッテ達の家に訪れる。よく忘れ物をするのでビアギッテにフィリップとの仲を疑われる。その後も疑われ続け、フィリップが行方不明になった時にビアギッテに自宅のアパートに乗り込まれてしまう。だがその結果、同世代の恋人と一緒にいた事がわかり誤解が解ける。その後もマスコミにリークせずフィリップに連絡し、ビアギッテの身を案じ続けた心優しい美女。
サシャ・ルオシム
世界的大企業の「ベア・エレクトロニクス社」に勤務するヘッドハンターの女性職員。8話でフィリップを当社の北欧支部CEOに引き抜くがそれを9話でビアギッテに反故にされ、その埋め合わせのためにフィリップが自宅から離れていたのをいい事に再会しフィリップと不倫の下関係を結んでしまう。それを10話で知ったビアギッテが激怒し、離婚が決定的になる。
単回ゲスト
トーア・グズメ（演・クラーク・バング）
3話にのみ登場。修辞学の准教授。ビアギッテの元スピンドクター。ヘセルボーの公金不正使用のレシートをラウゲセンに渡したため、クビにされたカスパーの後任の新スピンドクターに就任。極度な自信家だったが、TV1の番組で自身とビアギッテの恋仲疑惑を掲載したエクスプレスCEOのラウゲセンとの討論に負け、多大な醜態を晒す。それが原因でビアギッテに見限られクビにされる。これにより再びカスパーが舞い戻る事となる。
カーステン・オペルス（演・イェスパー・ローマン）
4話にのみ登場。防衛省情報部職員。強烈な愛国心からグリーンランドにおけるデンマーク軍のアメリカへの従属を嘆き、カトリーネにデンマーク軍の腐敗をリークする。しかしそれが公安にばれてしまい、自身のグリーンランド人への婦女暴行事件に関わったという過去を暴露し、自身の娘を「社会的に抹殺してやる」と脅されたため、リークを取りやめカトリーネを裏切り、苦悩の末自殺。
イエンス・インノク・ベアテルセン（演・エンゲ・ナグナプ・ラーセン）
4話にのみ登場。デンマークが管轄するグリーンランドの自治政府の首相。ヌーク在住。グリーンランドの惨状を嘆き、グリーンランド首相としてデンマーク首相のビアギッテに対し、グリーンランドの待遇改善を要求した。
ヘンリエッテ・クリトゴー（演・スタイン・ステンガム）
5話にのみ登場。ビアギッテ前内閣の元産業大臣。ビアギッテ前内閣唯一の非国会議員の元民間大臣。元実業家。元モデル。3人子供を産んでいる既婚者。海外の大学で、4つの修士号を取得したエリートと言われていた。省内での愛称は「クリテン」。前首相のビアギッテが民間から唯一、ヘッドハンティングした。デンマークの全企業の女性役員を45%にする「クオータ制度推進法案」を推進。足首に「女」と描かれた刺青を入れている。かつて、一緒に働いていたフィリップと会社のクリスマスパーティーではずみで関係を結んだことがある。カスパーとも一瞬、恋仲になりそうだったが、逆上しカスパーを殴り頓挫。その後、学歴詐称をクローネに暴露され、ビアギッテに問い詰められ大臣を辞任。しかし学歴詐称等の暴露は避けられた。
ルーネ・ホルム（演・ブライアン・ルンド）
5話にのみ登場。クリトゴーのメディア・アドバイザー。カスパーに「奴は素人だ」と秘密裏に侮辱された。
アレクサンデル・グロージン（演・ニコラス・ウォーデセン）
6話にのみ登場。東欧の国トルギシアの大統領。国際組織「安全保障及び民主主義発展機構」議長。上辺では民主主義のリーダーを気取っているが、裏では自国民や反対派やマイノリティーに対する人権弾圧をおこない、真の民主主義的な選挙すらしない事実上の独裁者。トルギシアでは当時からの3年で71人の政治活動家が行方不明になっており、そのほとんどがグロージンにより消されたと言われている。デンマークの電化企業「ノンスウィンド社」から10億ユーロ分の風車を購入すると表明。それを盾に同時にデンマーク内にいた宿敵バイアーノフを逮捕し、引き渡すようにビアギッテはじめデンマーク政府に圧力をかける。それに屈したビアギッテはデンマーク警察に命じ、バイアーノフを一時的に逮捕する。だがのちの公の会見で自身が風車購入を明言した後に、ビアギッテに「やはりバイアーノフは引き渡さないことにしました」と言われ、バイアーノフを逃され、あっさりしてやられる。
グラジーミル・バイアーノフ（演・マイケル・ナルディネ）
6話にのみ登場。東欧の国トルギシアにいる少数民族のサルケシア人。世界的な詩人で、ビアギッテの父親のペリーもファンである。だがもう一方でグロージンに反対するトルギシアの反体制派の代表格でもある。サルケシア人の独立活動家として、サルケシア国家建国の為に遂力しており、その為にはトルギシア国内でテロや犯罪まで扇動する過激派。デンマークに入国した際に、同時期にデンマークに来ていたグロージンの圧力に屈してしまったビアギッテの命令により、デンマーク警察に一時的に逮捕されてしまう。が、その後のビアギッテ達の努力により無事釈放される。その後、パリで行われる人権会議に参加する為にフランスへ向かう。
ピアエッス・ハンセン
7話にのみ登場。デンマークの大手警備会社「プロセクビジョン社」に勤務している盗聴機器に関するスペシャリスト。TV1のニュース番組のインタビューに応じ、団結連盟本部に仕掛けられていた盗聴器を「90%公安が仕掛けた物だ」と断言し、そのVTRを突然流された当時の法務大臣のフクセンバーベンを困惑させた。
カーステン
7話にのみ登場。ビアギッテとフィリップの友人。ニックネームは「ステン」。多忙な二人に代わって、マグヌスをサーカスに連れて行った友達想いの律儀な人物。
アナス・クルーセ
7話にのみ登場。ビアギッテ前内閣の公安部長。団結連盟本部盗聴事件の責任を取らされ、フクセンハ―ベンの代わりに解任されそうになるが、ビアギッテに止められ頓挫する。そして、逆にフクセンハ―ベンがビアギッテに罷免されそうになると律儀にもフクセンハ―ベンに協力し、リンデンクローネが発した過去の「問題発言」が含まれている公安の「極秘テープ」をTV1にリークすることを手助けする。
プレゼリ・クラウン
7話にのみ登場。政界の事情通。当時の法務大臣のフクセンハーベンと公安部長のクルーセから渡された、リンデンクローネに関する公安の「極秘テープ」をTV1報道部に渡し、リークする。
スコルプス・コルゲン（演・クルト・ドレイヤー）
8話にのみ登場。マグヌスの通う小学校の教師。学年主任。マグヌスのことを心配し、学校にまで来て相談しに来たビアギッテの相談相手になる。そしてマグヌスの体調不良の原因は両親、つまりビアギッテとフィリップの関係性が原因ではないかと、ビアギッテに進言する。相談される相手が、当時の一国の首相でも動じない胆のすわった人物。
ディベマン（演・クリスチャン・ハーベン・ジャップセン）
8話にのみ登場。葬儀屋。亡くなったカスパーの義理の父、トワサンの葬儀を取り仕切る。妻のイエーレヌに代わって、葬儀の詳細を決める義理の息子のカスパーの指令に基づき、淡々とトワサンの葬儀を執り行う。
トライデント・ナレーション（演・デビット・ベイトソン）
9話にのみ登場。声のみの出演。デンマークの軍事産業「トライデント社」の職員。トライデント社の最新戦闘機「F26・ディフェンダー」のプロモーションビデオのナレーションを担当している。締めの決め台詞は「気づいた時には、もはや手遅れ」。
ラース・バック（演・キャスパー・フィリップ）
9話にのみ登場。デンマーク軍の司令官。カトリーネのファン。カトリーネを防衛省に招き、当時の防衛大臣トワセンの疑惑に関する調査の為、戦闘機F26の購入の過程についてのカトリーネの質問に対し、参謀長らと共に淡々と答える。
シェフ・フール（演・ヘンリク・ラーセン）
9話にのみ登場。デンマーク軍の参謀長。司令官ラースが企画した防衛省でのカトリーネとの対談に応じ、戦闘機購入の過程に関する質問に部下のラースらと共に淡々と答える。だが終盤で「何を期待しようが「グレン・ファーラン」で、妙なことなど何も起きておらん」と口を滑らせてしまい、その後、それをカトリーネに突かれてしまう。
ジョン・マッコイ（演・アンドリュー・ジェファーズ）
9話にのみ登場。イギリスのスコットランドにある狩猟用ホテル「グレン・ファーラン」の総責任者。防衛省でのカトリーネの取材に対し、同席していた参謀長シェフが、うっかり口を滑らしたことから、不審に思ったカトリーネがその後、グレン・ファーランの情報を調べ上げ電話をした。すると「すいませんが、マスコミとはお話しできません」と一切のアポも取材も断ってしまう。
ジェフ・カーライル（演・スコット・ファレル）
9話にのみ登場。スコットランドにあるホテル、グレン・ファーランの狩猟ガイド。カトリーネの「ジョン・マッコイからの紹介だ」という嘘に騙され、当時の防衛大臣トアセンのグレン・ファーランでの接待や汚職に関し、カトリーネに対して多大な情報提供を行う。その時の音声が、その後のTV1のニュース番組でのトアセンとカトリーネの対談でも使われ、トアセンは多大な醜態を晒し、ビアギッテ前内閣は窮地に陥った。

### シーズン2、限定他キャスト
数話に登場
セシリア・トフト（演・ミル・ディネセン）
小児科医。離婚後のフィリップの新しい恋人。恋人の前妻のビアギッテや、前妻ビアギッテとの子供であるラウラとマグヌスとも気さくに接する心優しい女性。5話でラウラが発狂し、再三電話をかけてもユテが放置して、ビアギッテが気づかずに駆けつけなかった時も、代わりに駆けつけて看病するという驚くほどの献身ぶりを示した。その後もフィリップ・ラウラ・マグヌスと良好な関係を築くが、結局フィリップの優柔不断さに耐えられず、最終的に10話で破局。
ロッテ・アゲルド（演・リック・ラールオフ）
コミュニケーション・コンサルタント。カスパーの恋人。カトリーネとカスパーの関係は知っているが、割り切って付き合っていた。しかしいつまでもカトリーネに固執し続ける上に、リーサとも浮気したカスパーに耐えられず、結局6話で破局。
アネ（演・アンナ・エリザベート・ゴスエンゲル）
ナニー。首相宅でビアギッテ夫妻が離婚して別居したため、多忙なビアギッテに代わってラウラとマグヌスの世話をする。料理下手でラウラの話では激不味レベルらしい。
ミケル（演・セバスチャン・ジェッセン）
ゲイのエスコートサービス店「コペンハーゲン・スタリオンズ」に勤める美青年。源氏名はダニエル。その美貌と魅力でラウゲセンに気に入られ、カメラマンの研修生としてエクスプレスに潜入し、先輩となったカトリーネらと共に連立与党関係者のセミナーに潜入し、そこでフクセンハーベンを誘惑し情事に溺れさせ、その場面をもう一人の仲間に盗撮させた。それをカトリーネとハネに突き止められ店から呼び出され、カトリーネに自身の顔が写った写真を記事にすると脅され観念し、自身がラウゲセンにゲイのハニートラップ要員として雇われたことが判明する。これが原因となりカトリーネとハネはラウゲセンを見限りエクスプレスを去り、TV1に戻ることになる。
ドクター・ボウルア・イーバセン（演・ヘンリク・バーチ）
精神科医。セシリアの同僚。ラウラの神経病治療に尽力する。6話で「ハッピーピル」と呼ばれる神経病治療薬をラウラに服用させるように、ビアギッテに進言する。
ニルス・ミケルセン（演・ハンス・ヘンリク・トゥマンセン）
フリーランスのビジネスマン。ビアギッテ前内閣の南北カルーン交渉に同行するほどの凄腕。南北カルーンでは「ペオパンデ・クローオット」という通名を使っている。クローネ産業との繋がりも深く、南北カルーン紛争にも関与している。クローネ産業や他の欧米企業のために、北カルーン政府軍が行っている「石油資源採掘のための土地を徴収する」という言い訳の元に行われた、周辺住民や少数民族虐殺にも関与している。自身や自身の関連企業各所の利益のためなら、手段を選ばない非常に冷徹な人物。自身が北カルーン軍による虐殺行為に関与している証拠写真をカトリーネとハネに突き付けられると、一貫して無関係だと弁解し続け、その場を乗り切る。その後、嘘を吐きカトリーネとハネを出し抜く。しかしその後「自身の汚職を題材にした番組を作る」とカトリーネとハネに嘘を吐かれ、逆に騙されてしまい、再び二人を自宅に招いてしまう。そして「今後、一切自身につきまとわない」事を条件に、南北カルーン交渉に関する「極秘情報」をカトリーネとハネに渡す。これがビアギッテ達の手に渡った結果、南北カルーン和平協定合意、及び「コペンハーゲン和平サミット」の成功に結び付く事となる。
オマール・アルジャーワル（演・アブディ・ゴウハッド）
北カルーン大統領。大統領就任前に、名門「ケンブリッジ大学」を卒業し、学位を取得。語学にも精通し、デンマーク語も堪能な秀才でもある。南カルーンと石油利権で対立し、南北カルーン国境地帯のサリファン地方にある油田のカルニとフレンドシップを取り合い、利権争いによる紛争を延々と続けている。さらに内戦による国内ヌビシア地方における過去5年間の虐殺行為の首謀者として、国際司法裁判所から指名手配もされている。それを会談でビアギッテに指摘され、その汚名返上のためにも南カルーンとの交渉に応じるようにとビアギッテに説得され、応じると返答した結果、南北カルーンの和平交渉が実現した。和平交渉のためデンマークに来た際は、国際司法裁判所からの逮捕状は特別処置で一時停止されている。そんな中、南北カルーン和平交渉のためにコペンハーゲンに来た時に、北カルーン領とされる石油産地「オリシア地方」が南カルーン軍に攻撃を受けたことを聞き、ヤコブとの交渉を取りやめてしまう。その後、北カルーンが中国から多数の戦闘ヘリを購入し、南カルーンを侵略することをクローネにリークされ、ビアギッテ達が知る事となる。その後、事実を知ったビアギッテが中国大使を説得したが最初は断られ安心する。だが後々中国が理解し、北カルーンへの戦闘ヘリ輸送を中国自身に止められてしまう。その後、ニルスから得られ、カトリーネとハネが手に入れた「極秘情報」がビアギッテに渡ってしまい、その極秘情報「北カルーンは石油の収益を10%以上、南カルーンから騙し取っている」の内容を世界に公表するとビアギッテに脅され、それが嫌なら和平協定を結ぶように言われ、最終的にコペンハーゲンで南カルーンと和平協定を結ぶ。
サディク・バガーニ（演・ワリード・エイグブ）
アルジャーワルの部下。ビアギッテとの交渉にアルジャーワルが来れなくなったので、代理の者に来てもらうとビアギッテ達に伝える。それにビアギッテが激怒し途中で帰ろうとすると焦り、アミーヤの口利きもあり必死でアルジャーワルに交渉に来るようにと要請する。この結果、ビアギッテとアルジャーワルの会談が実現する事となった。
モハメド・アセズ
アルジャーワルの部下。北カルーン軍の将軍。戦犯として国際指名手配中の重罪人。自身の率いた北カルーン軍が、南北カルーンの石油掘削地帯の複数の村を全滅させた。
ヤコブ・ロコーヤ（演・フェミ・エフホフジュ・ジュニア）
南カルーン大統領。カルーンの最大部族であり、南部に集中して暮らすティエンガ族の族長。元戦士。ビアギッテ達との会談に快く同意し、南北カルーンの和平交渉にも快く応じた。だが徹底したホモフォビアで「南カルーンには同性愛者はいない」や「我々の文化には（同性愛者は）いない」とまで言い切った。その後、コペンハーゲンに向かい、アルジャーワルと交渉しようとするが、直前になって自身が南カルーン領と主張する北カルーン支配地域「オリシア地方」を侵攻し、交渉は頓挫する。その後「オリシア地方」を南北カルーンの緩和地帯にする条件付きでなんとか持ち直し、北カルーンの中国からの戦闘ヘリ購入も頓挫したことを受け、アルジャーワルとの交渉を再開。ビアギッテのアルジャーワルに対する脅しも相まって、最終的にコペンハーゲンで北カルーンと和平協定を結ぶ。
ユセイリ・ホルバ（演・ピーター・バンコリ）
ロコーヤの部下。南カルーン軍幹部。モハメドが率いる北カルーン軍に確保される。そのために南カルーンの村が全滅する。
ニスベト・コポーズ（演・スティナ・エクバイド）
民間の精神科病院「リーセ・ホルム」の院長。神経病が悪化したラウラが極秘入院することになった、精神科病院を執り仕切るトップ。最初は寛容だったが、その後の入院発覚によるマスコミのしつこい取材とパパラッチ行為にウンザリし、他の児童への悪影響も考慮し、ビアギッテ元夫妻に対し、ラウラを他の精神科病院に移すように要請してしまう。しかしその後、ビアギッテが首相業務を休職するとそれで許容し、ラウラをまた「リーセ・ホルム」に入院させ続けることを許可する。
リーネ（演・スターニア・オマール・ドッテル）
民間の精神科病院「リーセ・ホルム」に勤める看護師。コポーズの部下。
マリーア
民間の精神科病院「リーセ・ホルム」に入院する女子児童の1人。新しく入院してきたビアギッテの娘、ラウラと仲良くなり友人となる。絵が上手く、高校卒業後は美大への入学を希望している。
単回ゲスト
アンドレアス・ヒーゼゴー（演・アスク・バンク）
1話にのみ登場。デンマーク軍元兵士。アフガニスタン駐留軍に所属していた。アフガニスタンに視察に来ていたビアギッテと一緒に写真を撮る。その後のパトロール中にゲリラに襲撃され23歳の若さで殉職。兵士が亡くなった際に遺族に渡される「別れの手紙」に、デンマーク軍らの活躍によりアフガニスタンから「タリバンが追い出された結果、89000人以上の子供達が生き延びられた」と書き、父親ヨーンを号泣させた。
ヨーン・ヒーゼゴー（演・オーラフ・ヨハネセン）
1話にのみ登場。自動車会社職員。アンドレアスの父親。アフガニスタンで殉職したアンドレアスの遺族として「別れの手紙」を受け取った。その手紙をカトリーネに読ませてほしいと請願されるが無視する。が後で「父親は取り乱してあんな戦争は無意味だと言ったと書け」と逆にカトリーネに要求する。その後、亡くなったデンマーク軍兵士の家族会の1人として国会議事堂に向かい「息子が亡くなった日、一緒に写真を撮っただろう！」とビアギッテに激怒する。その後、ビアギッテと対談し、息子アンドレアスの「別れの手紙」を涙ながらに朗読する。最後、その「別れの手紙」を記事にするようにカトリーネに託す。これにより世論が動いた結果、デンマーク軍の駐留及び軍備強化が決定した。
アゲハンス・ケインド（演・スザンナ・ヌール）
1話にのみ登場。アフガニスタン人。アフガニスタン復興を支援するNGO代表。小児科医。ビアギッテに「首相の財布を見せてもらえますか？」と尋ね、ビアギッテの運転免許証や銀行口座カードを取り出し、デンマーク軍駐留により、アフガニスタンにおける自身や女性や女子の権利が大幅に向上したと力説し「デンマーク軍のアフガニスタン撤退はやめてほしい」と、熱心に請願する。
オベルスト・ハル（演・クラウス・ゲルビング）
1話にのみ登場。デンマーク軍の大佐。当時の首相、ビアギッテに首相執務室に呼び出され、まもなくデンマーク国会で行われる「アフガニスタンからデンマーク軍を撤退させるか否かの国会議員投票」において、現状維持では多数の合意は得られないので、どのような決断を下せば良いのか相談される。その答えは「国際協力の下で活動すること、（タリバン）攻撃中の撤退はありえない」という自身の意見を、ビアギッテに語った。
ハッサン
6話にのみ登場。移民二世か三世、どちらかの13歳の少年。コペンハーゲンの中でも、特に移民が多いナーアブロー地区在住。右翼で反移民の国民党に反発。ナーアブロー地区にて妻と散歩していた国民党党首サルトムを階段から突き落とし重傷を負わせた。その後、少年院に収監された。
ラスムセン
6話にのみ登場。不動産屋。カスパーに頼まれ、イエーレヌが老後扶養施設に入るに従い、無人となり不要になったカスパーの実家の売却と家具や内装の処分を引き受け、全てを問題なく済ませる。
キン・エシスク（ウェイ・ジー）
8話にのみ登場。デンマーク在住の中国大使。ビアギッテ内閣主導の南北カルーンの和平交渉を円滑に進めるため、ビアギッテに「中国政府に対し、北カルーンに戦闘ヘリを売ることをやめるように。と言ってほしい」と請願されるが、これに対し「12時間では無理だ」と言い放ち、首相府を去る。しかしのちに中国政府に対し、北カルーンへの戦闘ヘリ輸送を止めるように要請をしてくれた。その結果、中国による北カルーンへの戦闘ヘリ輸送が中断した。これにより南北カルーン和平交渉は成功する事となる。
ロバート
8話にのみ登場。オランダのデッテリグラーフという所で働いているハネの友人。ハネに対し、ミケルセンに関する多大な情報提供を行う。
キャステン
9話にのみ登場。マグヌスが通う学校のクラスメイト。マグヌスの友人。マグヌスに「ラウラが、リーセ・ホルムに入院する」と言われると「そこは寄宿学校みたいな所だ」と返した。ラウラの極秘入院が自身の親を通じ、マスコミにリークされた元凶の可能性がある児童。
アレックス
9話にのみ登場。マグヌスが通う学校のクラスメイト。マグヌスの友人。マグヌスが「ラウラが、リーセ・ホルムに入院する」と言った後、キャステンが「そこは寄宿学校みたいな所だ」と返した後に「兄がロスキレの寄宿学校にいる」と言った。ラウラの極秘入院が自身の親を通じ、マスコミにリークされた元凶の可能性がある児童。
ステファニー
9話にのみ登場。民間の精神科病院「リーセ・ホルム」に入院する女子児童の1人。
ソフィーア
9話にのみ登場。民間の精神科病院「リーセ・ホルム」に入院する女子児童の1人。
マーク
10話にのみ登場。マグヌスの友人。剣が好きだという。

### シーズン3、限定他キャスト
数話に登場
ヨール・スティン・アナセン（演・ピーター・ガンゼレラ）
銀行員。ヨーンと親しく「新民主党」のミーティングにも参加する。3話で、ヨーンに対し電話で「新民主党に100万クローネを支援する」と約束する。その後、ビアギッテと高級レストランで会い「デンマーク1、期待できる新党に率先して50万クローネを支援する」と言い、のちに旧来の約束であったの100万クローネを提供し、合計150万クローネもの大金を「新民主党」に投資する。フィリップとも知り合いで、業界の中では悪名高いことをビアギッテに知られる事となる。その裏にある思惑とは「新民主党」のマニフェスト枠を投資を引き換えに買収し、法人税を4%下げる案を盛り込む事だった。本当は法人税7%下げることを求めていたが、ヨーンに反対され、4%で落ち着いた。しかしそれもビアギッテが「政治的影響力の売買はいけない」と猛反対した。結局「新民主党」が使った25万クローネを、ビアギッテのお金15万クローネとビアギッテがフィリップに借りた10万クローネで返済し銀行口座も閉じ、最終的にビアギッテはじめ「新民主党」と手を切ってしまう。しかしその後、7話で突然解散総選挙になったことに鑑みて、再びヨーンを通じて「新民主党」に対する支援を表明し、多額の選挙資金を提供する。
ドクター・モーウンス・ヴィンタ（演・プレデン・クリステンセン）
コペンハーゲン病院の放射線科の部長。放射線科の医師。ビアギッテが体の異常を訴えた件に関し受診した結果、さらに詳しく精密検査をするべきだとビアギッテに推薦する。その後の精密検査の結果、ビアギッテに乳房内に弱小のガンがあったことがわかり、ビアギッテ自身が首相だった時代に法律で定めた「なるべく早く治療をするように」という規定を厳守し、ビアギッテに早期に5週間で計25回、平日全てを使い放射線治療をするように要請し、ビアギッテはそれをなくなく了承する。その後、ビアギッテが放射線治療を続ける中「完璧な治療には家族の協力が必要だ」と言って、家族に病気のことを打ち明けるようにビアギッテに進言する。最初はビアギッテは応じなかったが、のちにラウラやマグヌス、そして「新民主党」員達に打ち明ける事となる。9話では放射線治療を終えたビアギッテの「治ったんですね」という質問に対し「治療は終わった。結果は良好」と微妙な言い回しで言葉を濁した。しかし10話では、ビアギッテが心配していた自身の「胸のシコリ」について「リンパ液の塊です」と言い、取り乱すビアギッテを落ち着かせるために、その場で注射器を使ってそれを抽出する。するとビアギッテは人が変わったように安堵し、冷静さを取り戻す。
単回ゲスト
ハセ（演・ニールス・エレガード）
3話にのみ登場。経済学者。社会主義者でマルクス経済学を専攻。一見、紳士だが「新民主党」員みんなに読んでもらうために、本の内容を大量に印刷し、カトリーネらに迷惑をかけるなど自己中心的な一面もある。将来の金融市場に関する本をいくつも読み込んでいる。銀行セクターの大半を国営化したいと考えている。国が産業と社会を管理する旧ソ連のソフトバージョン的な社会制度の確立を望んでいる。しかし結局、最後はビアギッテに「あなたの考えは我が党に合わない」と言われ「新民主党」を去る。
リス（演・ヘレ・ドルラリーズ）
3話にのみ登場。市民活動家。キリスト教信者。ベントの知人。キリスト教の基本的な価値観である「慈悲」や「思いやり」の精神を「新民主党」のマニフェストに入れるように提案する。人工中絶に批判的で、人工中絶の是非について議論するべきだと主張する。しかし結局、最後はビアギッテに「あなたの考えは我が党に合わない」と言われ「新民主党」を去る。
ボディル（演・ディベク・ハストップ）
3話にのみ登場。元緑の党支持者。動物愛護団体関係者。緑の党が提出した国立公園に関する関連法案を、現ヘセルボー政権が否決したことに腹をたて、無力な緑の党を見限り、微かな希望をかけて新党「新民主党」にやってきた。そして「国立公園関連法案」だけではなく、動物と人間の権利を互角にするために「動物保護法改正」まで主張し、さらに「減税したいけど、ちょっぴり増税したい」とも思っており、その全ての政策実現のために「新民主党」に入党する。しかし結局、最後はビアギッテに「あなたの考えは我が党に合わない」と言われ「新民主党」を去る。
カーン
3話にのみ登場。緑の党支持者。動物愛護団体関係者。ボディルの友人。自身とボディルのために「動物保護法改正」を求める広告を、一万クローネで出すように自身の知り合いに頼んだ。しかし、結局無駄に終わる。
ジャワド・ハミリ（演・ハディノカ・カーケンシュ）
3話にのみ登場。イスラム教徒の移民。カウンセラー。元不良。ナーアブロー地区在住。コペンハーゲンのインテグレーション賞を受賞している。イスラム教徒だが、豚肉を食するリベラル系ムスリム。だがソーセージは食さないらしい。体に刺青があり、それは恋人にプロポーズした後に彫った物である。刺青の内容はルーミーという詩人の詩で「恋人はどこかで出会う者ではなく、お互いの中に宿ってる」という内容である。14歳の時に暴行で逮捕されている。「新民主党」入党を模索していたが、「刺青が印象が悪い」という理由で頓挫した。
パディ
3話にのみ登場。有名大学院の法学部院生。イラン出身のイスラム教徒の移民。親族に医者と弁護士が多数いる。知り合いのニーテに誘われ「新民主党」に入党しようとする。しかし「ヒジャブ」というイスラム教徒の衣服を被っていることが亀裂となり、最終的に若すぎるという理由で「新民主党」入りを断念する。
ビァーネゴト・フレッセン
3話にのみ登場。農協関係者。ヨーンと会談し「新民主党」に100万クローネ寄付することを表明する。しかし途中でビアギッテに止められ頓挫する。
スティーネ
4話にのみ登場。カトリーネと別れた後に出来たカスパーの新恋人の1人。多忙なカスパーに代わり、グスタフを預かり世話をする。それをカトリーネが知り激怒する。
パエダ・ゴッグ（演・マリー・バッハ・ハンセン）
4話にのみ登場。保育士。カトリーネとカスパーの子供のグスタフの世話をする。カトリーネがグスタフを迎えに行くと「最近はカスパーではなく、時々スティーネが（迎えに来る）」とカトリーネに告げる。
ヨハン・ミケルセン
5話にのみ登場。カトリーネの母、フレディの昔の住まいの隣人。フレディの昔の不倫相手。カトリーネの兄、アスラを妊娠していた時に不倫をしていた。フレディがカトリーネに突然、全てを告白する。それにカトリーネは一瞬驚愕するが、すぐに許容する。
イリーネ・クヌーセン（演・ローラ・ブロー）
5話にのみ登場。セックスワーカー団体「SD」の代表者。現役12年目のベテラン娼婦（セックスワーカー）。娼婦達に対し、法律や税金や仕事に対するアドバイスをしている。カトリーネに対しても、売春禁止に関して的確なアドバイスをする。売春禁止法案に関し「セックスワーカーが犠牲になるから、売春禁止には反対だ」と主張した。公聴会の後「自分がレイプされたみたい」と言い、他にも売春における政府や警察の行っていることの理不尽さや、売春関連の補助金の腐敗や情報改竄などを暴露した。それがきっかけとなり、売春禁止にブレーキがかかる。さらに超党派議員達の政策会議にも出席でき、売春に関する防犯対策のために「人身売買と戦う警察の特別捜査班の設置」法案が可決成立した。
ユテ・ハンセン（演・カトリーン・ジェネセイウス）
5話にのみ登場。コペンハーゲン大学の社会学教授。売春に関する公聴会において「デンマークは世界に先駆け、1792年に奴隷貿易を廃止した。今セックス産業の奴隷制度を許してもいいのか？」と公聴者達に問いかけた。
サンドラ・ハンセン（演・オードリー・カスタネダ）
5話にのみ登場。元セックスワーカー。5年間娼婦として過ごした。子供の頃、性的虐待を受けていた。売春に関する公聴会において「ピザを注文する感じだった。17歳の少年が娼婦を頼んだ時の感想です。このような女性に対する見方を認めてもいいのか？」と公聴者達に問いかけた。
スベック・ソクルス・モーロク（演・ピーター・エッガース）
5話にのみ登場。社会学者。スウェーデン人。売春に関する公聴会において、売春禁止を必要とする持論を展開。「私の国スウェーデンでは、性的サービスをお金で買うことは、現在禁止されています。売春が性差別的な暴力であると、判断されたからです」と述べた。またイリーネの指摘に対し「世の中に、自ら進んで身体を売る女性はいないでしょう。あなたがそう思い込んでいるだけなんですよ」と切り捨てた。
ジュリー・マドセン（演・キャット・ヘルオー）
5話にのみ登場。人類学者。売春に関する公聴会において、売春禁止を必要とする持論を展開。「私は人類学者ですが、人が人間としての尊厳を失いつつあるなら、国は介入するべきだと思います」と述べた。
ゴーム・ゴポーズ
6話にのみ登場。旧ソ連共産党直下の情報機関・秘密警察である組織「カーゲーベー（KGB）」所属のスパイ。ソーレン・ラウンの親友。コードネームは「フェニックス」。デンマーク史上最大のスパイ事件の主犯だったが、1993年に死去したため事件の全貌は明かされておらず、スパイだということも公表されていない。デンマーク法務省に潜入し、デンマーク公安に関する情報を「カーゲーベー」に流していた。これにより、ソーレンの選挙立候補者としての立場はさらに悪くなる。だがコポーズ自身はソーレンの性格をよく知っており「スパイにスカウトしてもソーレンは断るだろう」とバシーリはじめ「カーゲーベー」関係者達に言って歯止めをかけていた。
バシーリ・アンドレイウス（演・クリストファー・フェアバンク）
6話にのみ登場。旧ソ連の秘密警察組織「カーゲーベー」に所属していた元スパイ。旧ソ連からスウェーデンに移り住んだ亡命者。マルムー在住。西洋民主主義至上主義者。CIAに多数のソ連内部の情報を流したために、冷戦が終結しロシアになった今も帰国できずにいる。モスクワには未練はなく、スウェーデンで生涯暮らすことを選択している。ソーレンは「カーゲーベー」ではないと主張し、ソーレンに関する旧ソ連のスパイ疑惑を全面否認した。
イーダ・スコープ
6話にのみ登場。表向きは共産主義を信仰していた大学生。裏はコポーズの部下で旧ソ連の秘密警察「カーゲーベー」所属のスパイ。1990年からソーレンと付き合いだし、交際期間は5年に及んだ。ソーレンの子供を妊娠したが流産。そのショックから鬱病になり自殺。
マルコフ
6話にのみ登場。表の顔は冷戦時代のデンマーク在住のソ連大使。裏の顔は「カーゲーベー」所属のスパイ。
クワト・ビフツボー
6話にのみ登場。コペンハーゲン警察の元警部補。ヨーンの知人。ソーレンや秘密警察組織「カーゲーベー」に関する情報を多数「新民主党」に提供する。そしてヨーンを通じ、ソーレンに関するとんでもない機密情報を、バシーリに会った後のカトリーネにリークする。
マリーエ
9話にのみ登場。ソーレンの娘のエマの友人。

### シーズン4、限定他キャスト
数話に登場
シーヌ・クラー
シーズン4でのデンマーク首相。ビアギッテに次ぐ2代目の女性首相。部下であり外相になっているビアギッテと共にデンマーク政治の舵取りを行う。

### 歴史上の人物
オイシング・フクセンハーベン
デンマークの政治家。フクセンハーベン家の初代当主。トローウルス・フクセンハーベンの曽祖父。1915年に法務大臣になりかけたが、土壇場で頓挫、当時の政権のリーダーだったセイレに、約束を反故にされたからである。その上、代理の者が就任するわけでもなく、セイレ自身が首相と法務大臣を兼任するという屈辱を味わう。その屈辱的な光景は、フォルケティングに展示してある絵画に描かれるほどの惨事であった。この曽祖父が味わった歴史的出来事の屈辱と恐怖心から、曾孫のトローウルス・フクセンハーベンは、類似の状況下で反旗を翻し、ラウゲセンを失脚させ、自身が労働党党首になることを誓う。しかしその後、労働党党首選ではビャアンに敗北。だがビアギッテが首相になったため、法務大臣の座は手に入れる。
セイレ
デンマークの政治家。デンマークの元首相。デンマークの元法務大臣。1915年、当時の政権与党のリーダー。1915年に、首相兼法務大臣に就任した。自身の盟友かつトローウルス・フクセンハーベンの曽祖父でもあるオイシング・フクセンハーベンを裏切り、自身が首相はおろかオイシングが座るはずだった法務大臣の椅子まで掠め取り、オイシングを激怒させた。その怨念が代々にまで渡り、現代の4代目のトローウルスやデンマーク労働党の命運にまで影響を及ぼす事となる。
ハンス・イーイズ
デンマークの宣教師。この人物が「300年前にグリーンランドに定住しはじめた時から、デンマークとグリーンランドの外交問題が始まった」とイエンスは語った。
セオドア・ソレンセン
デンマーク系アメリカ人。両親がデンマークからアメリカ合衆国に渡った移民二世。その後、アメリカ大統領、ジョン・F・ケネディの大統領就任演説の原稿を書いた人物。「あなたの為に、国に何が出来るかではなく、あなたが、国に何が出来るか、問うてください」という一句を遺した。
ハートフル
デンマークの政治家。デンマークの元首相。この人物が、デンマーク首相府の首相執務室にある高級テーブルの右の角に「痕をつけたんだ」と、ベントがマグヌスに語った。だが何の痕なのかは不明。
グルントヴィ
デンマークの哲学者。デンマークの政治家。かつての生前の際に「我々は驕り高ぶるようには作られてはいない。大地に留まるのが一番良いのだ」という名言を遺した。
クラウ
デンマークの政治家。デンマークの元首相。当時首相だった1972年にデンマークのEU加盟を推進し、その直後、国会にて「特別な事情説明」をして、その後「総選挙を行わない形」で首相を辞任。その後、別の与党政治家が首相に就任し、政権は連立与党によって維持された。デンマーク首相が辞任の意を持っていたり、解散総選挙を行う意を持っている際に、この「特別な事情説明」をいう表現が使われるという。
エルナ・ムンク
1918年に、デンマーク初の女性国会下院（当時）議員に選出された人物の1人。シーズン2、10話で首相だったビアギッテは、デンマーク国会閉会演説で以下「この4人の女性達の名前を忘れないでください」と、全デンマーク国会議員及び全デンマーク国民に語った。
ヘルガ・ラーセン
1918年に、デンマーク初の女性国会下院議員に選出された人物の1人。
カーアン・アンカー・スティズ
1918年に、デンマーク初の女性国会下院議員に選出された人物の1人。
マティルデ・マリム・ハウシュビッツ
1918年に、デンマーク初の女性国会下院議員に選出された人物の1人。

### 他の主要キャスト
ヨアキム・クローネ（演・ウルフ・ピーガルド）
デンマーク最大の大企業、クローネ産業の総帥。ラウス・ヘセルボーと盟友で、デンマーク女王とも友人で、ブリッジ仲間でもある超大物。産業界のみならず、ヘセルボー前政権時の税制や産業政策を指示したと言われるほど政界にも影響力を持つ。シーズン1、5話では、ペアギネやクリトゴーが推進する企業役員の「クオータ制度推進法案」に猛反発し、大株主であるエクスプレス誌や、他の自身の影響下にあるマスコミのシティ誌や、メディア・ハウス・オリオンの女性誌等に命じ、法案を管轄するクリトゴーを猛バッシングさせる。だがその後ビアギッテの信念に推され、結局白旗を上げ法案を容認する。その後、自身の部下を通じて、クリトゴーの学歴詐称等の極秘情報をビアギッテ達に提供する。ビアギッテ前内閣を攻撃する材料にできる極秘情報を進んで渡したことによって、ビアギッテは完全にクローネに認められたと、カスパーは語った。シーズン2、7話と8話でも南北カルーン交渉でビアギッテに協力する。
ブルドック
デンマーク国会（フォルケティング）前議長。シーズン1、3話にのみ登場。非常にお堅い性格で当時首相になったばかりのビアギッテにも忌み嫌われていた。パーリーとバンクに苦しめられ、予算審議の延長を求めていたビアギッテの請願を無情に拒否する冷徹な女性。その後不定期に国会議長を辞任しフォーマンが受け継ぐ。
ミスター・フォーマン
デンマーク国会現議長。ヘセルボー元政権、ビアギッテ前政権、ヘセルボー現政権、全てにおいて国会議長を務め、全シーズンの国会議場シーンに登場。淡々と議事の運営や調整を行う。冷静沈着で誠実な性格から、各党や政界や国民からの信頼も厚い。所属政党は無く、あくまでも議事運営の総責任者として、公平中立の立場を取っている。
デンマーク女王
デンマークの君主。デンマークの最高権威。総選挙で大勝したビアギッテやヘセルボーを首相に任命し、組閣することを命じる。シーズン3、7話で解散総選挙を実施するために自身に署名をして欲しいとヘセルボーに請願され、それを了承する。その結果、解散総選挙が行われる事となった。ヨアキム・クローネとは長きに渡り、ブリッジ仲間である。
ベタンクール
EU議会委員長。フランス人。シーズン2、2話でビアギッテと電話会談をして、ビアギッテから最終的に穏健党のヤコブ・クルーセを、デンマーク選出のEU議会委員にすると伝えられる。

## 登場政党・機関・場所
主要政党一覧
当ドラマに登場する政党は全て架空であるが、実在の政党と似せている所がある。
- 穏健党 (De Moderate)。ビアギッテが、シーズン1・2で所属している中道派政党。党首はクルーセ。前党首はビアギッテ。ラディケーリ党に似ている。
- 新民主党 (Nye Demokrater)。穏健党に反発し、離党したビアギッテが、シーズン3で新しく立ち上げた新党。新中道派政党。初代党首及び現党首はビアギッテ。自由同盟に似ている。
- 労働党 (Arbejderpartiet)。中道左派。党首はトアセン。前党首はフクセンハーベン。社会民主党に似ている。
- 緑の党 (Miljøpartiet)。左派政党。党首はカーステン。前党首はアミーヤ。社会主義人民党に似ている。
- 団結連盟(Solidarisk Samling)。左翼政党。党首はリンデンクローネ。前党首はナグラディ。赤緑連合に似ている。
- 自由党 (De Liberale)。中道右派。党首は元首相及び現首相のヘセルボー。ヴェンスタ党に似ている。
- 新保守党 (Ny Højre)。右派政党。党首はヴュボネ。保守党に似ている。
- 国民党 (Frihedspartiet)。右翼政党。党首はサルトム。国民党に似ている。

三権機関一覧
当ドラマの舞台の中心となる「デンマーク国会（フォルケティング）」の構成は以下の通りである。
- 1953年にデンマーク王国憲法改正により、二院制から一院制の国会となった。
- 開幕日は10月の第一火曜日から、翌年の6月5日（デンマークの憲法記念日）までである。
- 開幕式にはデンマーク女王をはじめとする、デンマーク王室関係者達の参列の下に、首相が開会演説を行う。
- 閉幕式は開幕式と同様に、女王と王室関係者達の参列の下に、首相が閉会演説を行う。
- 会期はその内の100日前後。
- 議席数は179議席（過半数＝90議席）。
- 任期は4年（日本の衆議院同様、途中解散あり）。
- 途中休会期間はクリスマス、イースター、夏休み（6/5〜）の時期。

当ドラマの主人公のビアギッテ・ニュボーの首相時代の職場である「デンマーク首相府」の構成は以下の通りである。
- 首相執務室。首相府の中心であり、首相が常駐する場所。デンマーク首相及び首相代行だけが座れるデスクがあり、対談するための格式高いテーブルとソファも設置されている。デンマーク政府の中心地的な場所。
- オフィス。首相府事務次官や首相のスピンドクターや首相秘書等、デンマーク首相を補佐する人々が業務を行う場所。
- 会議室。デンマーク国内外の政策や外交や防衛、様々なことについて各閣僚や連立与党間で話し合う場所。
- 記者会見室。マスコミ各社の記者を集め、定期的に記者会見を行う場所。
- 受付。首相府に来場した人達を受け付ける。しかしデンマーク首相府自体がほぼ吹き抜けのために、事前に来場者がわかってしまい首相執務室やオフィスに招かれるため、あまりある意味がない場所。
- エレベーター。首相府の受付近くにあり、多くの人達が下の階の入り口から乗ってやってくる。
- トイレ。誰でも入ることができ使える。ハネ・ホルムはこの中で酔衰し倒れた。

その他に「マリンボー」と呼ばれるデンマークの首相公邸が登場する。ビアギッテは首相になっても自宅通いであり、行くことはマレであるが、本来はこのマリンボーがデンマーク首相の住まいとされている。が、引っ越すか否かは首相の意向次第である。
当ドラマの主軸「デンマーク政府」のポスト一覧は以下の通りである。
- 総理大臣。デンマーク政府の代表者。
- 外務大臣。総理ポストが就くことが多い。
- 財務大臣。手堅い金庫番。過去に好かれた者はいないらしい。
- 防衛大臣。デンマーク軍のトップ。
- 法務大臣。デンマーク公安のトップ。
- 産業大臣。
- 気候・エネルギー大臣。
- 教育大臣。
- 厚生大臣。
- 労働大臣。
- 社会・男女平等大臣。
- 国際開発大臣。元ヘセルボー政権末期に新設されたポスト。
- マスコミ担当大臣。
- EU担当大臣。

政党機関一覧
当ドラマの主人公のビアギッテ・ニュボーの新民主党党首時代の職場である「デンマーク新民主党本部及び党」の構成は以下の通りである。
- 広さは327平米。
- 元織物工場。
- 安物の工場でトイレには水漏れもあったほどに粗末な作り。
- 第二次大戦中は、ドイツ軍の仕事を引き受けた鍛冶職人の工房だった。
- 多くの人が入れるフロアがあり、全議員が集まり、挙手などで政策を決める。
- 小さな会議室があり、新民主党員達が政策等の話し合いをする。
- そこそこ大きなキッチンがあり、コーヒーや料理は全てここで作る。
- 元工場だったためトイレは広く、混むことはまず無い。
- 党員の年会費は300クローネ。
- 党のシンボルカラーはオレンジ。これは民主主義革命を意味しており、革命の赤と自由の白を混ぜた色である。同じ欧州地域にある国、ウクライナで起きた、オレンジ革命にも関連している。
- 党旗や選挙ポスターに入っている「✖（クロス）」は、デンマークの選挙においては、選んだ候補者に「〇（マル）」ではなく「✖（クロス）」を付けるのが一般的であるために「私達を支持して欲しい」という意味合いが込められている。

報道機関一覧
架空の公共放送局であるTV1は、実在のデンマーク放送協会（DR1）と似ており、架空のタブロイド新聞のエクスプレス（Ekspres）は、実在のデンマークのタブロイド新聞（Ekstra Bladet）に似ており、架空の民放局TV2は、実在のデンマーク放送局（TV2）に似ている。
場所（国外）一覧
南北カルーンは全くの架空の国々であり、その二国の各地方も全て架空の産物である。デンマークに来た、バイアーノフとグロージン大統領の祖国であり、東欧にあるとされるトルギシアも全くの架空の国である。だが、それ以外に登場する国々や、地域（グリーンランド等）は全て実在している、または、かつて実在していた国々や地域である。
ヨアキムが総帥であるデンマークを代表する大企業「クローネ産業」は全くの架空企業であり、シーズン3、1話でビアギッテが働いていた香港企業も全くの架空の企業である。
場所（国内）一覧
北ユートランド地方やラウス地方やアルバツロン地方は、全てデンマーク国内に実在している地方である。ナーアブロー地区やウスタブロー地区やベスタブロー地区も、全てコペンハーゲン市内に実在する地区である。
他にもシーズン3、1話で穏健党党首選会場となった「アーケン美術館」も実在する建物場所である。

## シーズン1
| 通算話 | エピソードタイトル         | オープニングクレジット                                        |
| --- | -------------------------- | ------------------------------------------------------------- |
| 第1話 | 闘いの始まり               | 君主、目的を持たず、闘いによる秩序を保て （マキャヴェリ）     |
| デンマークの中道派政党、野党穏健党党首のビアギッテ・ニュボー・クリステンセンは、政権選択の総選挙を目前にして、自らの進退について悩み困惑していた。そんな中連立していた労働党党首、ミケール・ラウゲセンが穏健党との協定を破り、デンマーク社会に適応できない移民は、祖国に帰ってもらうと発言し、ビアギッテは激怒する。そして穏健党と労働党の連立関係は揺らいでしまい、仲間割れしてしまう。ビアギッテのスピンドクターであるカスパー・ユールは焦った。しかし友人のジャーナリストのカトリーネ・フェンスマークからの突然の電話で呼ばれてホテルに行ってみると、そこには泣き崩れるカトリーネと、突然の心臓発作で死去した「カトリーネの不倫相手」かつ「ラウス・ヘセルボー現首相の秘書」であったオーレ・デールの亡き姿があった。すぐさまカトリーネを帰らせて、オーレが一人で死去したように工作し、後始末をするカスパー。だがそこには、偶然にオーレの手に渡った、ラウス・ヘセルボー首相に関する重大な不祥事を示すレシートがあった。 |                            |                                                               |
| 第2話 | 組閣                       | 君主、愛されるより、恐らるるが良し （マキャヴェリ）           |
| 総選挙に大勝し、勝者として女王陛下から組閣の権限を与えられたビアギッテ。しかしその後も各党の思惑を暗躍が交差し、ビアギッテの組閣作業は難航。国民党。新保守党。自由党。労働党。緑の党。団結連盟。デンマークの主要各政党と親密に協議を続け、自身の内閣を作り上げようと奮闘する。そんな中「突然の公の場でのヘセルボー首相に対する暴露」が原因で、労働党党首を辞任したラウゲセンに代わる新労働党党首を決めるための、労働党党首選に出馬を表明した労働党副党首のトローウルス・フクセンハーベンがビアギッテの前に現れる。 |                            |                                                               |
| 第3話 | 反乱                       | 民主主義は最悪にして最良の政治形態である （チャーチル）       |
| 新内閣を発足させ、デンマーク初の女性首相となったビアギッテ。だがその直後、予算案採決に際し、連立与党である労働党議員二名が反対を表明し、政権運営は初めから混乱の様相となる。それを嗅ぎつけた野党、自由党党首の前首相ヘセルボーと新保守党党首のヴュボネ・ケーアは、ビアギッテに対し「予算案を通したいのなら、私達の政策や思考と多少受け入れ、譲歩しろ」と脅しをかけてくる。 |                            |                                                               |
| 第4話 | 告発                       | 幽霊を黙らせれば更に大きくなる （グリーンランドの諺）         |
| 夜、TV1に一本の匿名の電話が入る。それはカトリーネに極秘に伝えたいというデンマークの安全保障に関する情報だった。すぐさま指定された場所に行くカトリーネと同僚のベク・シモン。その場で情報に関する資料を受け取り、デンマーク軍がアメリカ軍に従属し、デンマーク領に許可なくCIAが拘束した容疑者達を降ろすという違反行為を告発する代物だった。カトリーネはそれをTV1で流し、政府を批判しようと上司のトーベン・フリースに持ち掛ける。のちにカトリーネとトーベンはじめ、TV1報道部に「国家権力の影」が忍び寄る。 |                            |                                                               |
| 第5話 | 罪深き女                   | 武装せる預言者は勝利し、備えなきは滅びるのみ （マキャヴェリ） |
| ある日の首相府の会議室。与党幹部達がデンマーク全企業の女性役員を強制的に45%にする「クオータ制」導入法案の議論を行っていた。法案を管轄するビアギッテ内閣唯一の非国会議員の民間大臣、ヘンリエッテ・クリトゴー産業大臣と労働党の副党首かつ、社会・男女平等大臣のペアギネ・マセンの二人と共に法案成立に奮闘するビアギッテ達だったが、それを阻む強大な影が忍び寄っていた。 |                            |                                                               |
| 第6話 | 公式訪問                   | 政治は流血なき戦争であり、戦争は流血せる政治だ （毛沢東）     |
| 東欧の国のトルギシアのトップ、アレクサンデル・グロージン大統領がデンマークに来る事となり、出迎える事となったビアギッテ。しかしその一方で、グロージン政権反対派の筆頭である政治活動家、グラジーミル・バイアーノフもデンマークにいた。グロージンは自国トルギシアがデンマークから多額の風車を購入することを逆手に脅しをかけ、バイアーノフを逮捕しトルギシアに引き渡すように、ビアギッテ政権に対し、圧力をかけてくる。 |                            |                                                               |
| 第7話 | 見ざる。聞かざる。言わざる | 信頼は良いものだ。しかし統制はもっと良い （レーニン）         |
| 陽気に電話をしながら団結連盟本部に入る党首のアネソフィ・リンデンクローネ。ちょうど改装工事中で天井照明の改築作業も行っていた。しかしそこから公安が仕掛けているとしか思えない、超高性能の盗聴器が発見され、マスコミも大々的に報道し、国会は混乱する。公安を管轄する法務大臣のフクセンハーベンが対応に乗り出すが、対応は空回りの一方で、事態は日が経つごとに悪化していく。見かねたビアギッテは致し方なく、フクセンハーベンを罷免しようとするが、フクセンハーベンは公安から、抗議している主格であるリンデンクローネの「過去の失言」の盗聴テープを提供されたと、ビアギッテに打ち明ける。 |                            |                                                               |
| 第8話 | 夏枯れ時                   | 歴史は悪夢で、私はそこから目覚めたい （J・ジョイス）          |
| 国会の夏休み中。労働党党首を辞任し、エクスプレスCEOに就任したラウゲセンが、政界にいた頃の裏話を詰め込んだ暴露本を出版する事となった。死去したオーレからヘセルボーの公金不正使用の証拠のレシートを奪ったカスパーは焦り、ラウゲセンに会いに行くが無視される。さらに「とある重大事件」がきっかけで生き別れた母親が突然カスパーの前に現れる。「ケネト」「ケネト」とかつてのカスパーが捨てた旧名で、カスパーを呼ぶ母親。そこで隠されていたカスパーの衝撃の過去が次第に明らかにされていく。 |                            |                                                               |
| 第9話 | 分割統治                   | 気付いた時には手遅れだ （武器メーカー）                       |
| ある日の大学構内。世界的大企業「ベア・エレクトロニクス社」の北欧支部CEOに抜擢されたため、大学講師を辞める事となったビアギッテの夫、フィリップ・クリステンセンの送別会が行われていた。同席していたビアギッテはカスパーからの電話で、防衛省が新たに購入する戦闘機をマスコミに発表したいと告げられ、詳細を確認しに首相府へ向かう。そこで戦闘機購入の協議を進めるが、のちに防衛大臣かつ労働党幹部のハウス・クリスチャン・トアセンの重大な汚職が発覚してしまう。そしてそれが、ビアギッテとフィリップとの夫婦関係に、意外な所で影響を及ぼしてくる。 |                            |                                                               |
| 第10話 | 開会演説                   | 君主は約束を破る理由に事欠かない （マキャヴェリ）             |
| 最新の世論調査で現政権が過半数割れするという結果を受け、攻勢に入るラウゲセン。それを自宅ではなく「マリンボー（デンマーク首相公邸）」のテレビ越しで、厳しい顔で見るビアギッテ。その理由は夫フィリップと疎遠になり、自宅ではなく、マリンボーで寝泊まりする生活が続いていたからであった。そしてそれをマスコミが嗅ぎつけているとカスパーに指摘され、致し方なく数日ぶりに自宅に帰る。すると偶然帰宅したフィリップと会うが、そこでフィリップが不倫をしていた事を知り、ショックを受ける。それをなんとか解決させ、夫婦仲を改善しようとカスパーの提案で、夫婦円満をアピールするために、カトリーネをインタビュアーにしたTV1の特集番組に夫婦でVTR出演する事となる。しかしそこには、カスパーのさらなる思惑と、行き過ぎた「報道干渉」があった。 |                            |                                                               |

## シーズン2
| 通算話 | エピソードタイトル                          | オープニングクレジット                                                                                                  |
| --- | ------------------------------------------- | --- |
| 第11話 | 89000人の子どもたち                         | 必要がある時、戦争は正当である （マキャヴェリ）                                                                         |
| デンマーク初の女性首相、ビアギッテ・ニュボー・クリステンセンは、アフガニスタンに進駐するデンマーク軍の基地に、スピンドクターのカスパーや、前回TV1を退職し、その後大衆紙「エクスプレス社」に転職したカトリーネらと視察に来ていた。気さくにデンマーク軍兵士達と写真を撮り、兵士たちを激励し、戦場とは思えないほどに和やかな雰囲気が漂っていたが、その後、状況が一変する。パトロール中のデンマーク軍兵士数人が、ゲリラに襲われ死亡してしまう。エクスプレスCEOのラウゲセンはそれを使って政権批判をするために、カトリーネに記事を書くように命じた。そこでカトリーネは、ビアギッテと一緒に写真を撮った後、亡くなったデンマーク軍兵士の1人、アンドレアス・ヒーサゴーの父親で遺族のヨーン・ヒーサゴーに会い、遺族に渡される兵士が生前に書いた「別れの手紙」を見せてくれと請願する。 |                                             | |
| 第12話 | ブリュッセルにはここでの叫びは届かない      | 友は近くに置け、敵はより近くに置け （孫子）                                                                             |
| EU本部があるブリュッセルに派遣されるデンマークの欧州委員を決めるために奮闘するビアギッテ。穏健党の副党首で、有力議員であるヤコブ・クルーセを欧州委員にしようとする。だがクルーセは自身ではなく、ビアギッテの最大の盟友であり、共に穏健党副党首であるベント・サイアウーが欧州委員に最も適任だと言う。その提言通りビアギッテはベントに欧州委員になるように持ち掛けるが、ベントは最近のビアギッテの、独善的かつ前ヘセルボー政権にすり寄る政権運営に反発しており「私をお払い箱にするために、金で解決させるのはやめてくれ」と断ってしまう。そんな中、ベントの妻のキャステン・サイアウーが突然に首相府を訪れる。そして「ベントを欧州委員にしないでくれ」とビアギッテに請願する。「ベントは欧州委員にはならない」と答えるビアギッテ。しかしその前に、キャステンは「とある人物」にベントに関する「重大情報」を伝えていたがビアギッテはそれを知らずにいた。そしてそれがのちに、大変な事態を招く事となる。 |                                             | |
| 第13話 | 最後の労働者                                | 我々は大勝利を得た （労働組合総連合の元会長 トマス・ニルセン）                                                          |
| 社会福祉制度の見直しをする事となったビアギッテ政権。デンマークの財政再建のため、早期退職手当の受給対象者は将来別の補助金を受給できるようにするようにする改正案を提言する。しかしそれに労働党党首のビャアン・マロットはじめデンマークの労働組合の各幹部達が猛反発する。そんな中、離婚した元夫のフィリップがやってきて、ビアギッテのプライベートまでも、前途多難の様相になる。そんな中、エクスプレスCEOのラウゲセンは、カトリーネとハネに対し、以前、自身が出した政界に関する暴露本に記載された通り「フクセンハーベンは同性愛者だ」と言い出す。 |                                             | |
| 第14話 | 戦いに臨んで                                | 人に危害を加える時は、復讐の恐れがないよう徹底的に行うべし （マキャヴェリ）                                             |
| 前回の与党超党派のセミナーで、ゲイのハニートラップにかかり、その時の情事を盗撮されたフクセンハーベン。しかし本人はそんなことを知る由もなく、ビャアンが労働党党首及び外務大臣を辞任した後に、自身がその二つのポストをまるごと手に入れ就任し、飛ぶ鳥を落とす勢いに乗り、首相のビアギッテに対しても強気になる。そんなフクセンハーベンを警戒し、以前の「盗聴事件の際に罷免しておくべきだった」とカスパーとベントに激怒するビアギッテ。そんな中、エクスプレス社ではラウゲセンが「匿名の手紙が編集部に届いた」と、フクセンハーベンのゲイとの情事写真をカトリーネと同僚のハネ・ホルムに見せ、これを暴露する記事を書けと二人に命じる。不審に思ったカトリーネとハネは「極秘の情報収集」を始める。するとのちに「衝撃の事実」が発覚する。 |                                             | |
| 第15話 | 木を植えよう                                | 理想主義と呼ばれることの多くは、隠された権力への憧れだ （バートランド・ラッセル）                                       |
| デンマークの新しい社会福祉制度の一環として「デンマークでは、家を建てる時に礎石を置く習慣があるが、その代わりとして我々は木を植える。社会福祉制度をより良い方向に変えていきます」という新しい演出の政府広報のCM撮影をしている、ビアギッテを中心とした政権与党幹部達。連立与党、緑の党党首のアミーヤ・ドゥーイアンは、新しい「環境対策一括法案」を早期に可決成立させるようにビアギッテに請願する。ビアギッテはその請願を叶えるために、自由党や新保守党など右派野党各党にも協力を求める。 |                                             | |
| 第16話 | 彼らと私たち                                | 敵を愛し、迫害する者のために祈れ （マタイによる福音書 第5章 44節）                                                      |
| 義父が亡くなり、母が介護施設に入ることになり、無人となった自身の実家を売却するために訪れたカスパー。そこで自身の子供の頃の「壮絶な過去」を回想する。そんな中、右翼野党、国民党党首のスベン・オール・サルトムは、デンマーク少年法が改正厳罰化し、刑事責任年齢を現行の「14歳」から「12歳」に下げろと主張する。その国会演説を聞き、その後サルトムにつめ寄り大激怒し罵倒するカスパー。それにはカスパー自身の「耐え難い過去の苦い思い出」が関係していた。そんな中、サルトムが「13歳」の移民の少年に暴行され、事態は悪化する。 |                                             | |
| 第17話 | 内にて失いしものを外にて取り戻さん （前編） | その盛者必衰の歴史ゆえ、デンマーク人は疑い深い （ヨハネス・V・イェンセン）                                              |
| デンマークきっての産業界の大物、ヨアキム・クローネがビアギッテに会うために首相府に極秘で訪れる。そしてクローネはデンマークの国際的評判を上げるために、アフリカで宗教紛争を起こし、分裂対立している南北カルーンの和平交渉の仲介役になってはどうだとビアギッテに提案する。一旦は断るビアギッテだったが、南北カルーン紛争によってデンマークに来る難民が増え続けており、それが要因となり自身の支持率が低迷していることを憂い一変して同意し、南北カルーン紛争解決のために和平協定開催に尽力する。 |                                             | |
| 第18話 | 内にて失いしものを外にて取り戻さん （後編） | 白人の責務を果たせ。平和を求め苛酷な戦いに出でよ。飢に瀕した者の腹を満たし、疫病を駆逐せよ （ラドヤード・キップリング） |
| 南北カルーン両国との会談を終え、快く和平協定をコペンハーゲンで行うと了承してくれた両国。だがコペンハーゲンのデンマーク首相府に北カルーン大統領が到着したと同時に、北カルーンのオルシア地方が南カルーン軍に攻撃を受けたとの連絡が入り、南北カルーン和平協定会談は中断してしまう。その後も必死に両国大統領を説得するビアギッテだったが、交渉は難航。そんな中、カトリーネとハネは独自の調査によって、南北カルーンをまたにかけている「とあるフリーランスのビジネスマン」との接触を模索していた。 |                                             | |
| 第19話 | プライベート・ライフの平穏                  | 成功も失敗も永続的なものではない。継続する勇気こそ意味をなす （チャーチル）                                             |
| 政府の医療制度改革において、民間の医療サービスや医療保険に加入する際になされる税控除を廃止し、その分の徴収した財源を公共の医療サービスや医療保険に使おうと主張するビアギッテ。そんな中、高級な民間の精神科病院である「リーセ・ホルム」にビアギッテの娘、ラウラが入院することになる。それを嗅ぎつけたエクスプレスは「税控除が廃止され、一般市民が民間健康保険に手が届かなくなる一方、首相は娘を高額な民間病院に入院させた。彼女の入院費は10万クローネ以上」と猛バッシングをはじめ、他のマスコミもそれに便乗し「リーセ・ホルム」はリポーター達やパパラッチ達に占領されてしまう。 |                                             | |
| 第20話 | 特別な事情説明                              | 留まるべきか。去るべきか。それが問題だ （シェイクスピア「ハムレット」）                                                 |
| 突然に首相職を休職することを発表したビアギッテ。首相代理となった労働党党首のハウス・クリスチャン・トアセンがビアギッテに代わり、首相執務室の首相席に座る。ラウラの病状回復に尽力するビアギッテ。その努力が実り、ラウラは順調に回復に向かう。しかし首相職休職は負担が大きく、ビアギッテの支持率と権威は失墜する一方。野党やマスコミはおろか与党内からも批判が高まる中、ビアギッテは休職を取りやめ、閣僚会議を招集し、国会も招集し、国会演説を行い、自身の今後の首相職についての「特別な事情説明」をすることを決意する。 |                                             | |

## シーズン4
| 通算話 | エピソードタイトル | オープニングクレジット |
| ------ | ------------------ | ---------------------- |
| 第1話  | 未来は女性が作る   |                        |
|        |                    |                        |
| 第2話  | 苦渋の選択         |                        |
|        |                    |                        |
| 第3話  | 人々の大地         |                        |
|        |                    |                        |
| 第4話  | メディア対応       |                        |
|        |                    |                        |
| 第5話  | 近北極国家         |                        |
|        |                    |                        |
| 第6話  | デンマークの権力者 |                        |
|        |                    |                        |
| 第7話  | 厄介な存在         |                        |
|        |                    |                        |
| 第8話  | 海の女神（最終回） |                        |
|        |                    |                        |

## スピンオフ
デンマーク本国では、本作放送終了後も人気の熱が冷めなかったため、急遽スピンオフシリーズの制作が決まり、ラジオドラマ『Borgen: Outside the Castle』（全5話）を、本作に引き続き「DR1」が制作し放送した。その後、イギリス「BBC」でもリメイクされ放送された。
主人公はデンマーク環境省の職員、ハンス・グメルガン（Hans Gammelgard）。演じるのはデンマークの俳優のフィン・ニールセン（Finn Nielsen）。「BBCリメイク版」の主演はティム・ピゴット=スミス（Tim Pigott-Smith）が演じている。
2020年現在、日本での放送は未定である。

## 反響
「コペンハーゲン（テレビドラマ）」が放映された後、その翌年の2011年に、偶然にも実際のデンマークでも初の女性首相が誕生した。
デンマークの多くの政治家や、その側近や秘書やスタッフ達、さらに多くの政治ジャーナリストへの念入りな取材とリサーチと、デンマーク放送協会（DR）の報道部主幹の監修により、当ドラマで描かれる内容は、現実に起きている、または起きる可能性がある出来事、と確認された上で書かれている。しかし内容はあくまでも全くのフィクションであり、全くの架空の話である。実在する政党の名前はほとんど使用せず、過去30年以内に起きた実際の事件を、当ドラマで取り上げることも一切ない。クリエーター及び、監督及び、脚本家の「アダム・プライス」は、フィクションとして非常にリアリティー溢れる政治ドラマを作っていた。
しかし、思わぬ所で反響が広がり続け、デンマークで「コペンハーゲン、シーズン1」が放送された翌年の2011年、実際にデンマーク初の女性首相が誕生するという事態にまで至った。全くの偶然と言われればそれまでだが、時期的には非常に辻褄が合う。そして初の女性首相の所属政党や政治的理念は違うが、年齢や家族構成は当ドラマの主人公「ビアギッテ・ニュボー・クリステンセン」と同じである。そんな「デンマーク社会民主党」の「ヘレ・トーニング・シュミット」党首がデンマーク初の女性首相に就任したのだ。クオータ制が導入されており、女性の社会進出が非常に進んでいるデンマークでは、要職についている女性も多い。だが「デンマークの女性首相」が描かれるのは当ドラマが初めてであり、なおかつその後のことを考えると、デンマークはドラマだけではなく、現実でも女性首相の誕生を快く受け入れたのである。
もちろん、女性だから党首に選ばれたのではないのだが、デンマーク国民が初の女性首相誕生を迎え入れる準備が出来ていたことを「コペンハーゲン」は先に示唆していたと言える。そして総選挙の行方と、内閣構成に関しても、驚くほど正しく予想してしまっているのである。当ドラマの中で描かれる政党はほとんどフィクションであり、主人公のビアギッテが首相だった頃の政府には、次から次へとドラマティックな出来事が起こる。もちろん、現実離れしないように「ドラマティックだが起こりうる」内容にするためデンマーク放送協会（DR）の報道部が監修しているのだが、当ドラマで取り上げられた「ドラマティックな事件や問題」が実際に発生しており、デンマーク政界内の「現実」が「ドラマを模倣」したかのような出来事が起きているという信じられない事態となっている。

## 関連商品
DVD 
本作のDVDは、デンマーク、イギリス、アメリカ合衆国で主に販売されている。
吹き替え及び字幕はデンマーク語と英語がある。日本語の吹き替えと字幕は収録されていない。
日本でのDVD、またはBD発売は2020年現在、未定である。
| 商品名                           | 収録話数 | 発売日         | 発売日         | 発売日         |
| 商品名                           | 収録話数 | デンマーク     | イギリス       | アメリカ合衆国 |
| -------------------------------- | -------- | -------------- | -------------- | -------------- |
| シーズン1、コンプリートセット    | 10話     | 2012年2月3日   | 2012年2月6日   | 2013年3月12日  |
| シーズン2、コンプリートセット    | 10話     | 2012年5月30日  | 2013年2月4日   | 2013年6月25日  |
| シーズン1・2、コンプリートセット | 20話     | 2013年4月3日   | 2013年2月4日   | 2013年6月25日  |
| シーズン3、コンプリートセット    | 10話     | 2013年11月14日 | 2013年12月16日 | 2014年1月21日  |
| 1～3シーズン、コンプリートセット | 30話     | 2013年11月14日 | 2013年12月16日 | 2014年10月21日 |

 小説 
本作のシリーズ小説は、デンマークの作家「ジェスパー・モルメス」によって書かれ、デンマークの放送局「DR1」とデンマークの出版社「Lindhardt&Ringhof」の共同で出版され、2013年2月19日から発売された。
デンマーク、オランダ、フランス等、多くの国で発売された。
日本での発売は2020年現在、未定である。
 サントラ 
オリジナルのTVサントラ「Borgen」は、作曲家「ハルフダン・ニールセン」指揮の下、製作され、2013年2月26日より発売された。
19曲収録。
日本での発売は2020年現在、未定である。

## 受賞歴
| 賞                                | 年   | 部門                                   | ノミネート対象                   | 受賞       |
| --------------------------------- | ---- | -------------------------------------- | -------------------------------- | ---------- |
| モンテカルロ・テレビ祭            | 2011 | 最優秀主演女優賞                       | シセ・バベット・クヌッセン       | 受賞       |
| モンテカルロ・テレビ祭            | 2013 | 国際最優秀テレビドラマシリーズ賞       | コペンハーゲン・シーズン3        | ノミネート |
| モンテカルロ・テレビ祭            | 2013 | 欧州最優秀テレビドラマシリーズ賞       | コペンハーゲン・シーズン3        | 受賞       |
| モンテカルロ・テレビ祭            | 2013 | 最優秀助演女優賞                       | ビアギッテ・ヨート・サアアンセン | ノミネート |
| FIPA 国際映像テレビフェスティバル | 2011 | 最優秀テレビドラマ作品賞               | コペンハーゲン                   | 受賞       |
| FIPA 国際映像テレビフェスティバル | 2011 | 最優秀テレビドラマ音楽賞               | ハルフダン・ニールセン           | 受賞       |
| デンマーク テレビフェスティバル   | 2011 | 作品賞、主演女優賞、編集賞             | コペンハーゲン                   | 受賞       |
| デンマーク テレビフェスティバル   | 2012 | 作品賞、主演女優賞、主演男優賞、編集賞 | コペンハーゲン                   | 受賞       |
| 英国テレビアカデミー賞            | 2012 | 国際優秀ドラマ賞                       | コペンハーゲン                   | 受賞       |
| 英国テレビアカデミー賞            | 2014 | 国際優秀ドラマ賞                       | コペンハーゲン                   | ノミネート |
| イタリア賞                        | 2010 | 最優秀テレビドラマシリーズ賞           | コペンハーゲン                   | 受賞       |
| ベルリン国際映画祭                | 2011 | 新星俳優賞                             | ピルウ・アスベック               | 受賞       |
| 国際エミー賞                      | 2012 | 国際最優秀主演女優賞                   | シセ・バベット・クヌッセン       | ノミネート |
| ピーボディ賞                      | 2013 | 最優秀作品賞                           | コペンハーゲン                   | 受賞       |

## 海外放送歴
| 国名             | 放送局            | タイトル         | シーズン1      | シーズン2      | シーズン3      | シーズン4 |
| ---------------- | ----------------- | ---------------- | -------------- | -------------- | -------------- | --------- |
| ノルウェー       | NRK1              | Borgen           | 2010年10月11日 | 2012年4月16日  | 2013年2月25日  |           |
| スウェーデン     | SVT1              | Borgen           | 2011年2月2日   | 2012年5月14日  | 2013年4月      |           |
| フィンランド     | FST5              | Borgen           | 2011年8月31日  | 2012年3月28日  | 2013年10月     |           |
| アメリカ合衆国   | Link TV           | the Castle       | 2011年10月29日 | 不明           | 不明           |           |
| イギリス         | BBC               | the Castle       | 2012年1月7日   | 2013年1月5日   | 2013年11月16日 |           |
| 大韓民国         | JTBC              | 不明             | 2012年8月      | 不明           | 不明           |           |
| ドイツ・フランス | Arte              | Borgen           | 2012年2月9日   | 2012年11月22日 | 2013年10月3日  |           |
| オランダ         | Film1             | Borgen           | 2012年1月17日  | 2012年7月17日  | 2013年1月17日  |           |
| ベルギー         | Flemish           | Borgen           | 2012年9月      | 不明           | 不明           |           |
| カナダ           | ARTV              | the Castle       | 2012年9月13日  | 不明           | 不明           |           |
| スイス           | SRF 1             | Borgen           | 2012年8月28日  | 不明           | 不明           |           |
| ギリシャ         | NET               | the Castle       | 2012年10月18日 | 不明           | 不明           |           |
| エストニア       | ETV               | Borgen           | 2012年9月22日  | 2012年12月     | 2013年3月      |           |
| オーストラリア   | SBS               | the Castle       | 2013年4月24日  | 不明           | 不明           |           |
| トルコ           | Dizimax           | 不明             | 2013年1月7日   | 不明           | 不明           |           |
| クロアチア       | HRT 3             | Borgen           | 2013年2月12日  | 2013年7月      | 2013年12月5日  |           |
| メキシコ         | Canal 22          | the Castle       | 2013年1月      | 2013年4月      | 2013年7月      |           |
| カリフォルニア州 | KCET              | the Castle       | 2013年5月17日  | 2013年7月26日  | 2013年10月     |           |
| アイルランド     | TG4               | Borgen           | 2014年1月30日  | 不明           | 不明           |           |
| イスラエル       | premiered         | 不明             | 2013年1月19日  | 不明           | 不明           |           |
| イタリア         | La F              | Irupotere Borgen | 2013年5月      | 不明           | 不明           |           |
| ブルガリア       | Nova TV           | the Castle       | 2013年6月9日   | 不明           | 不明           |           |
| 日本             | スーパー!ドラマTV | コペンハーゲン   | 2013年7月      | 2015年1月      | 2016年3月      |           |
| コソボ           | Kohavision        | 不明             | 2013年7月      | 不明           | 不明           |           |
| ポーランド       | Ale Kino+         | Borgen           | 2013年8月      | 不明           | 不明           |           |
| スロベニア       | RTVSLO            | Oblast           | 2013年10月6日  | 2014年1月      | 2014年4月27日  |           |
| マケドニア       | Sitel TV          | Premijerka       | 2013年12月13日 | 不明           | 不明           |           |
| モンテネグロ     | TV Vijesti        | Premijerka       | 2013年12月8日  | 不明           | 不明           |           |
| セルビア         | RTV               | Premijerka       | 2014年1月1日   | 2014年4月      | 2014年7月      |           |
| スペイン         | Canal+            | the Castle       | 2014年12月     | 2015年1月      | 2015年3月      |           |
| ポルトガル       | RTP2              | the Castle       | 2015年1月      | 2015年4月      | 2015年7月      |           |
| オンタリオ州     | TVOntario         | the Castle       | 2015年6月7日   | 2015年8月9日   | 不明           |           |
| ニュージーランド | Sky Arts          | the Castle       | 2015年2月5日   | 不明           | 不明           |           |